# Okole (Bydgoszcz)

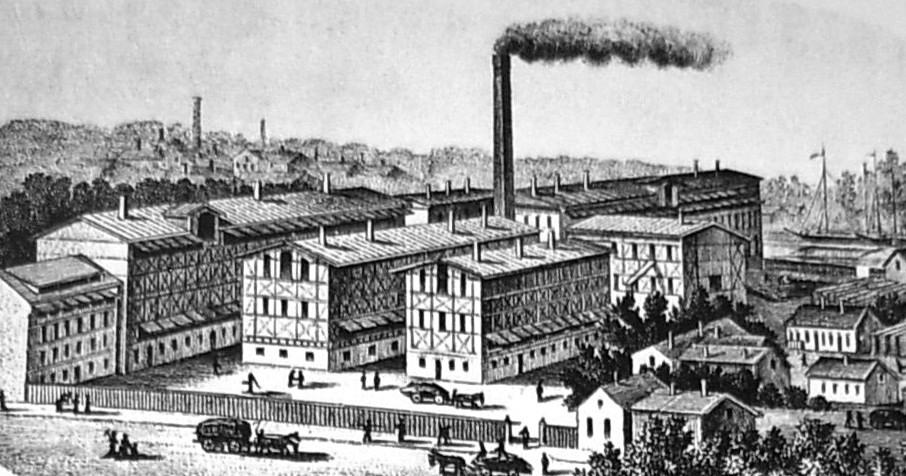
Garbarnia Buchholza na Okolu pod koniec XIX wieku. Fragment obrazu Bertholda Jaeckela

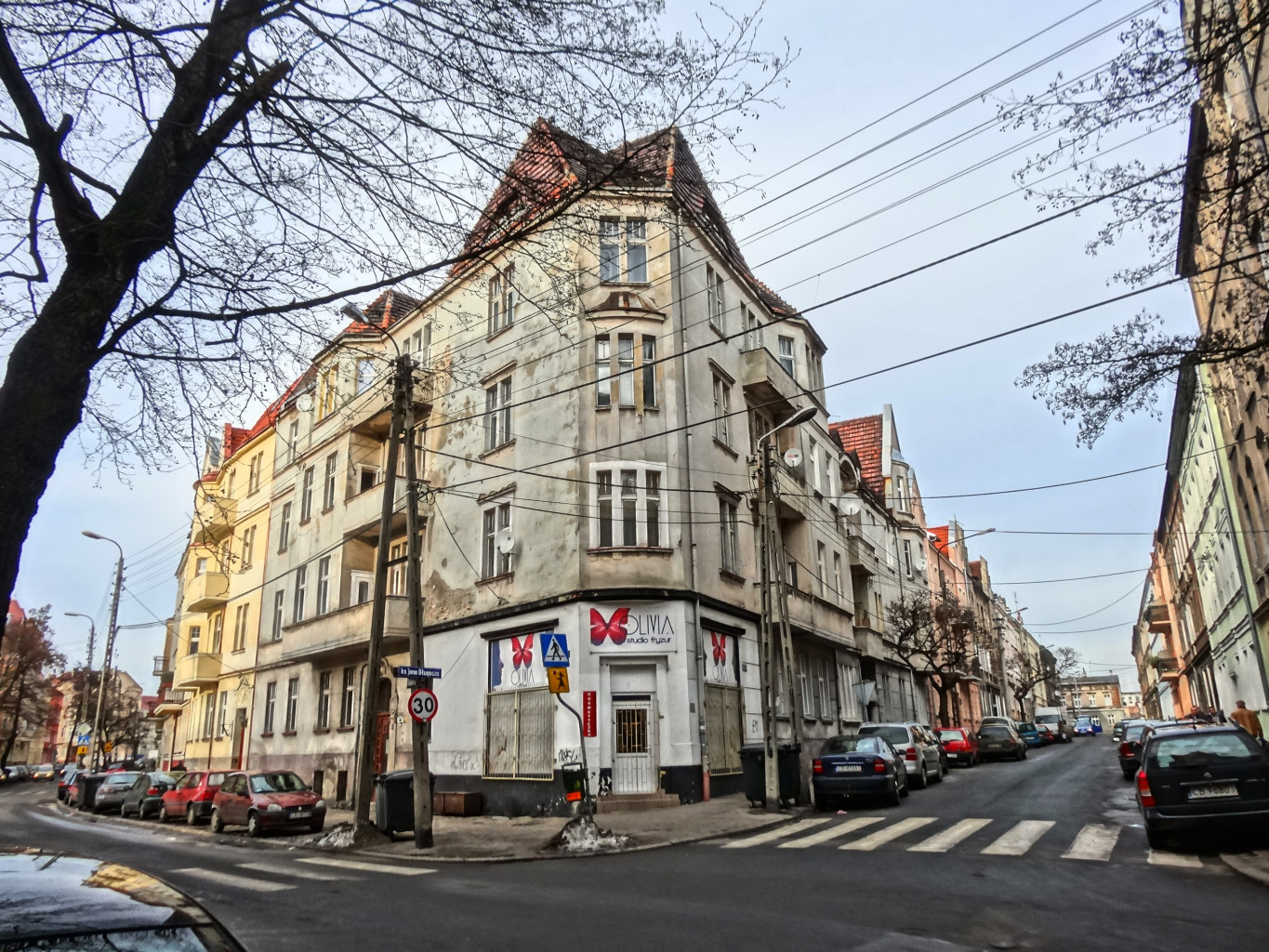
Zabudowa Okola

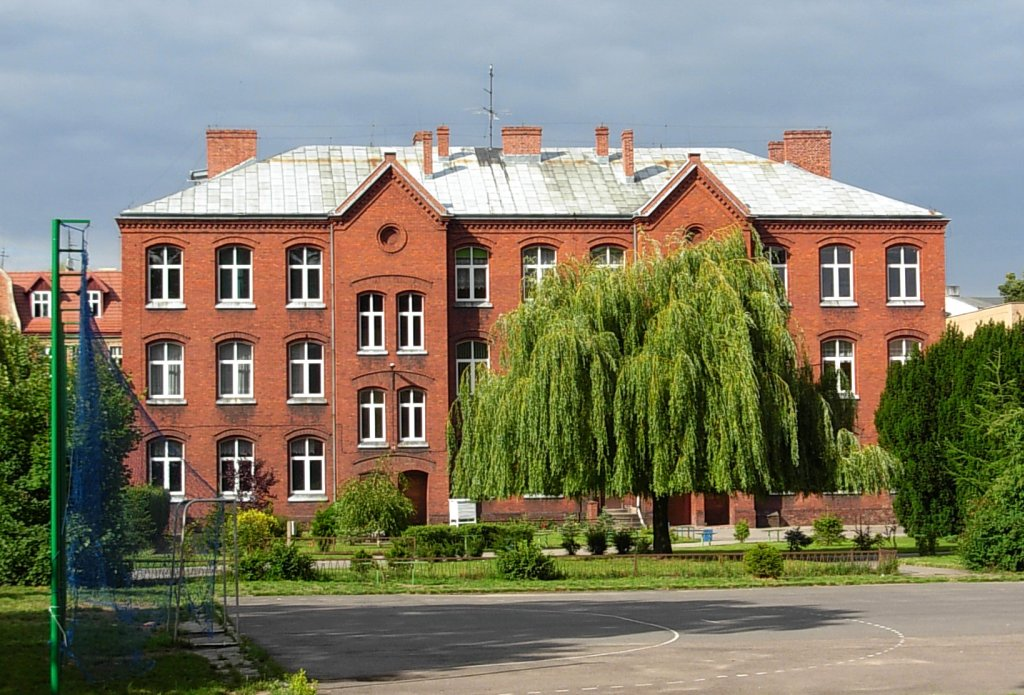
Budynek III L.O. im. Adama Mickiewicza

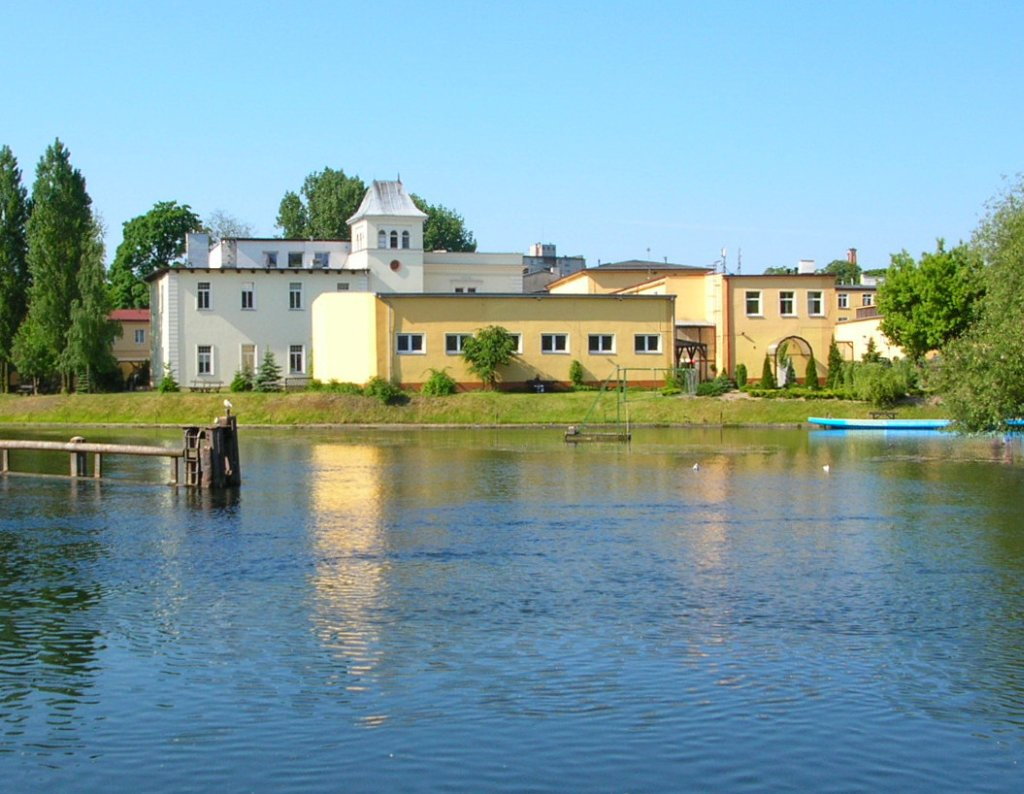
Fragment campusu Wyższej Szkoły Gospodarki od strony Brdy

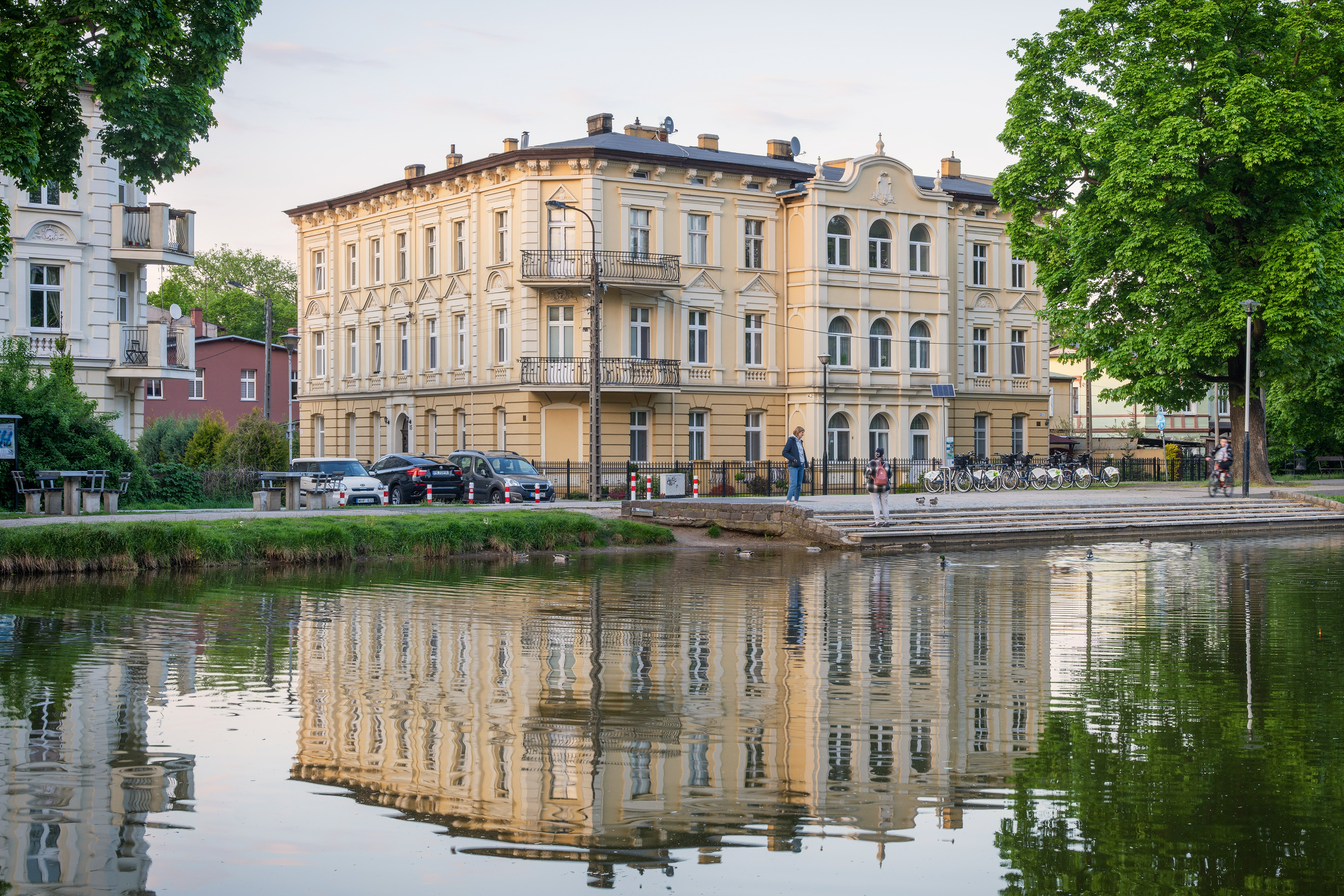
Kamienica przy ul. Kanałowej 15 (1897) nad Kanałem Bydgoskim

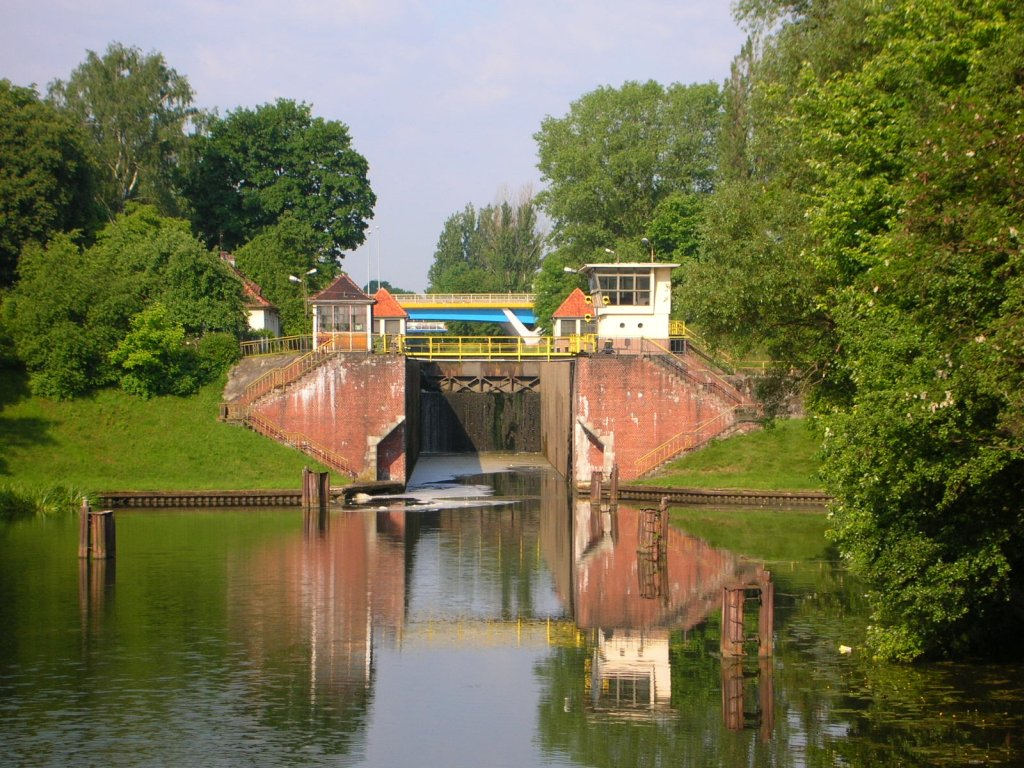
Śluza Okole

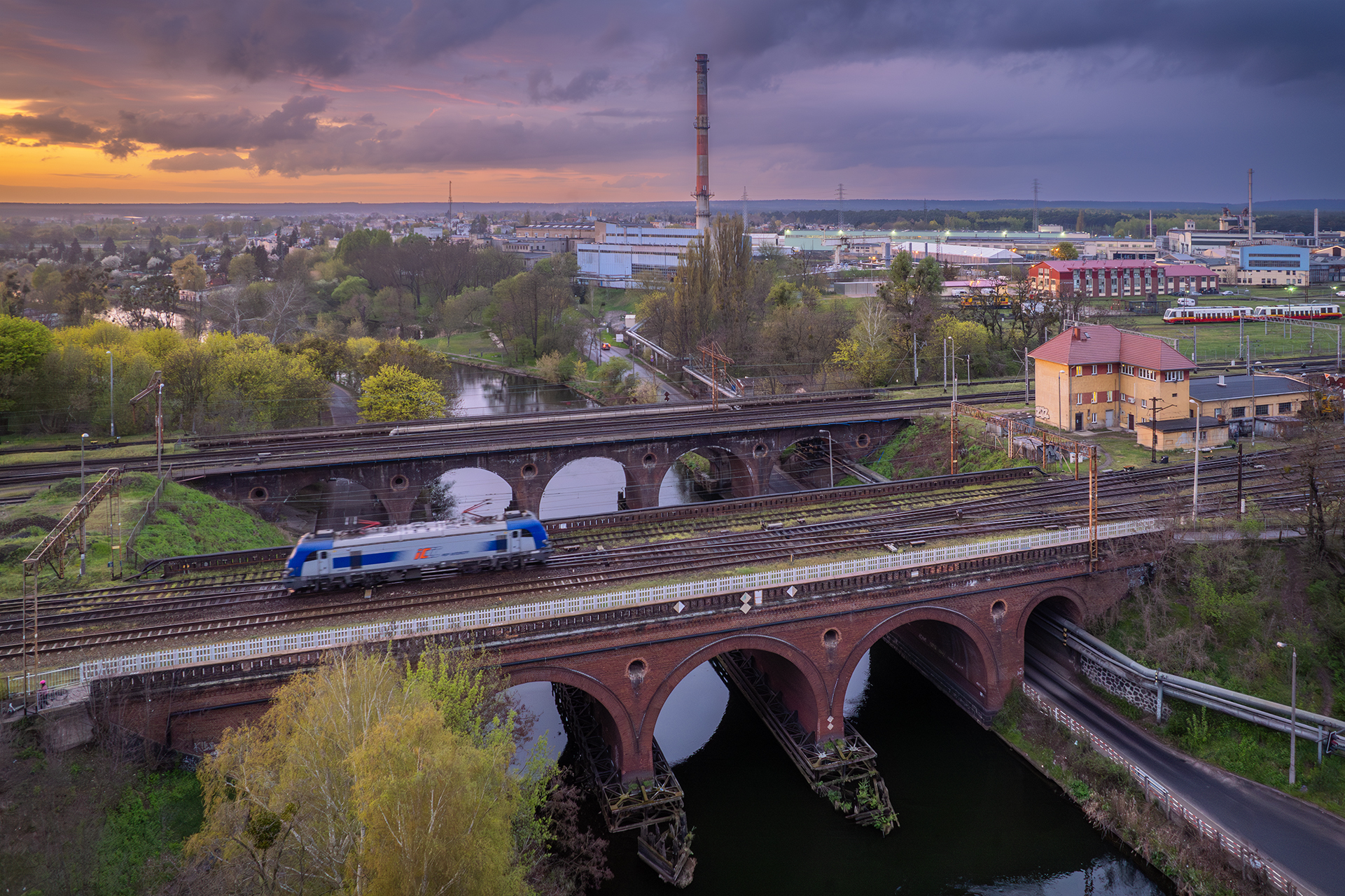
Najstarsze w Bydgoszczy mosty (1851, 1872, 1893)

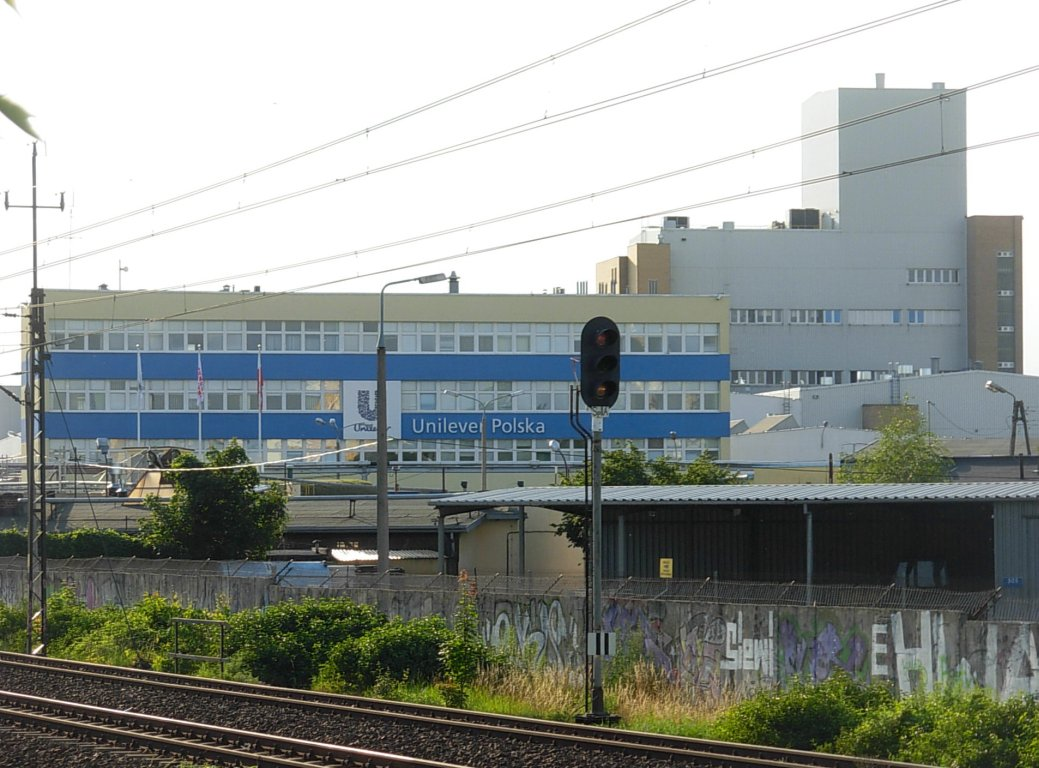
Krajobraz przemysłowy – fabryka Unilever

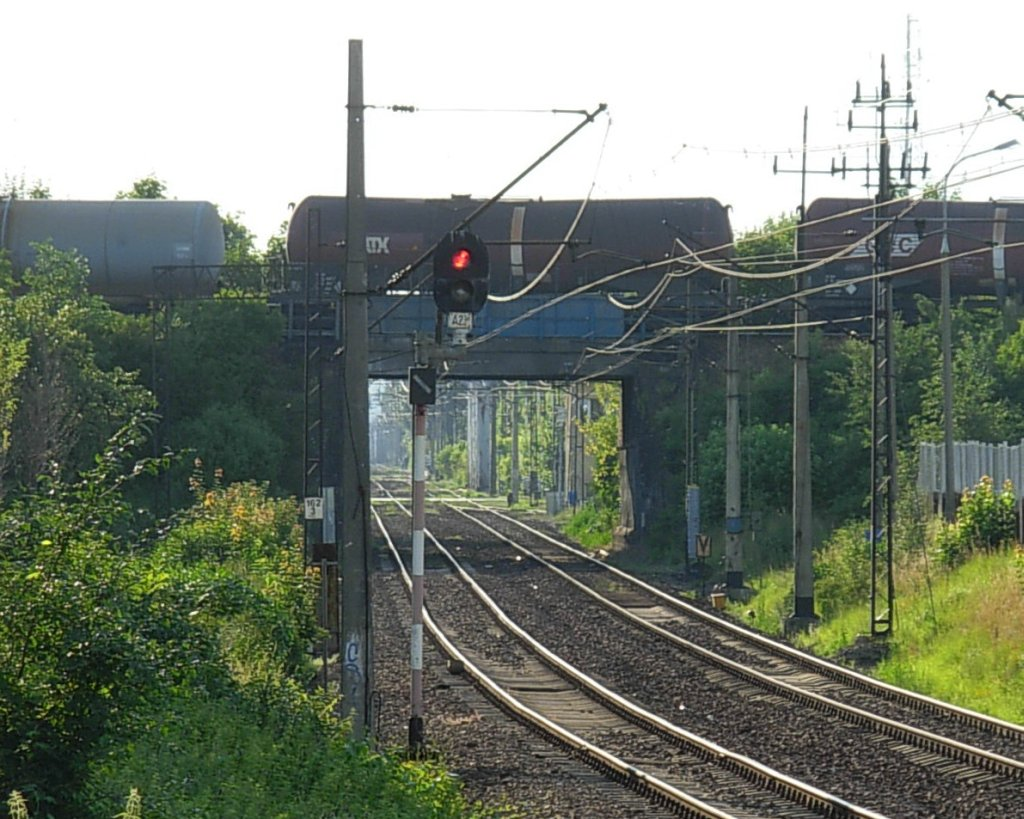
Skrzyżowanie linii kolejowych nr 18 i 131 na Okolu

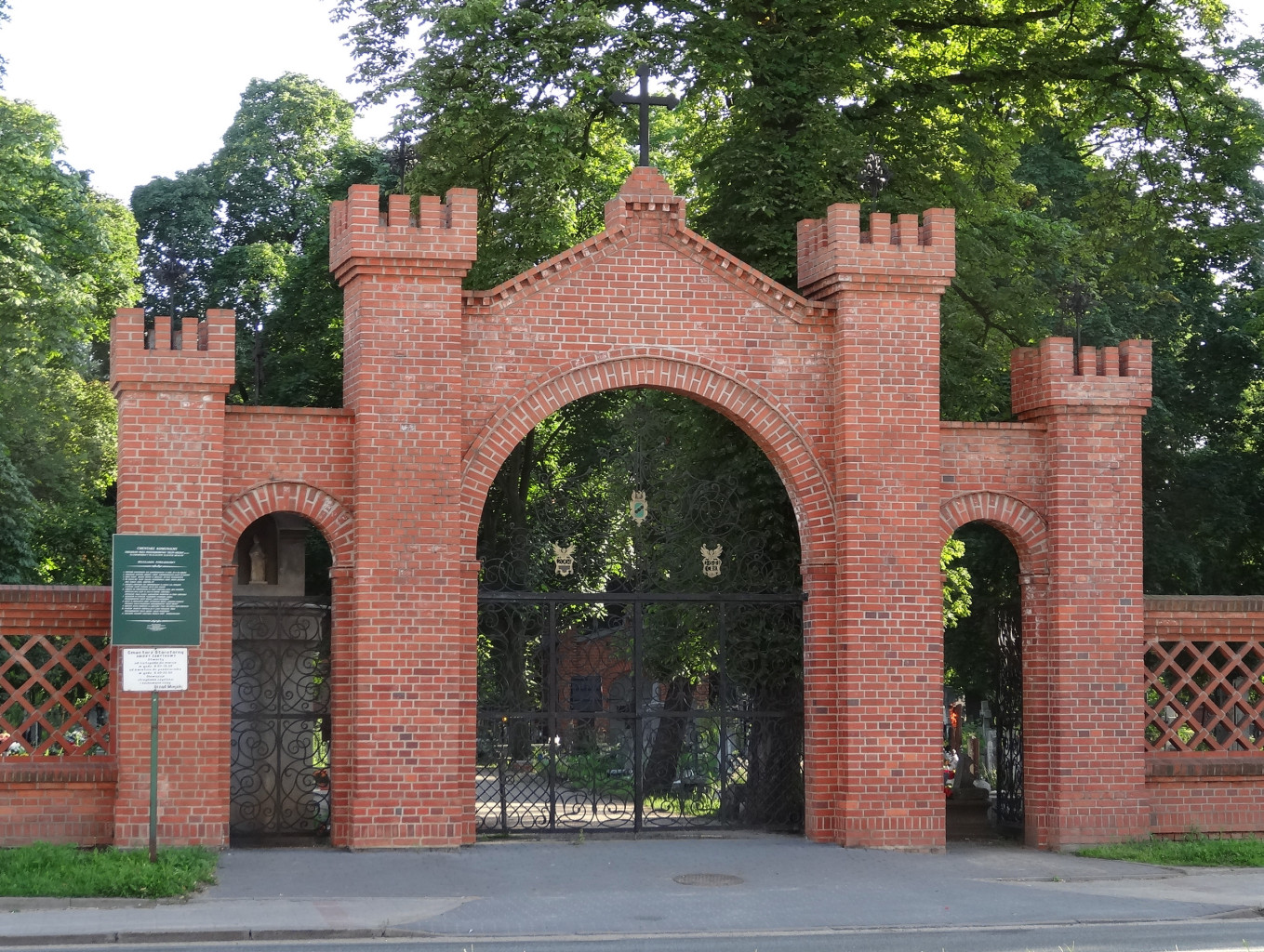
Brama cmentarza Starofarnego

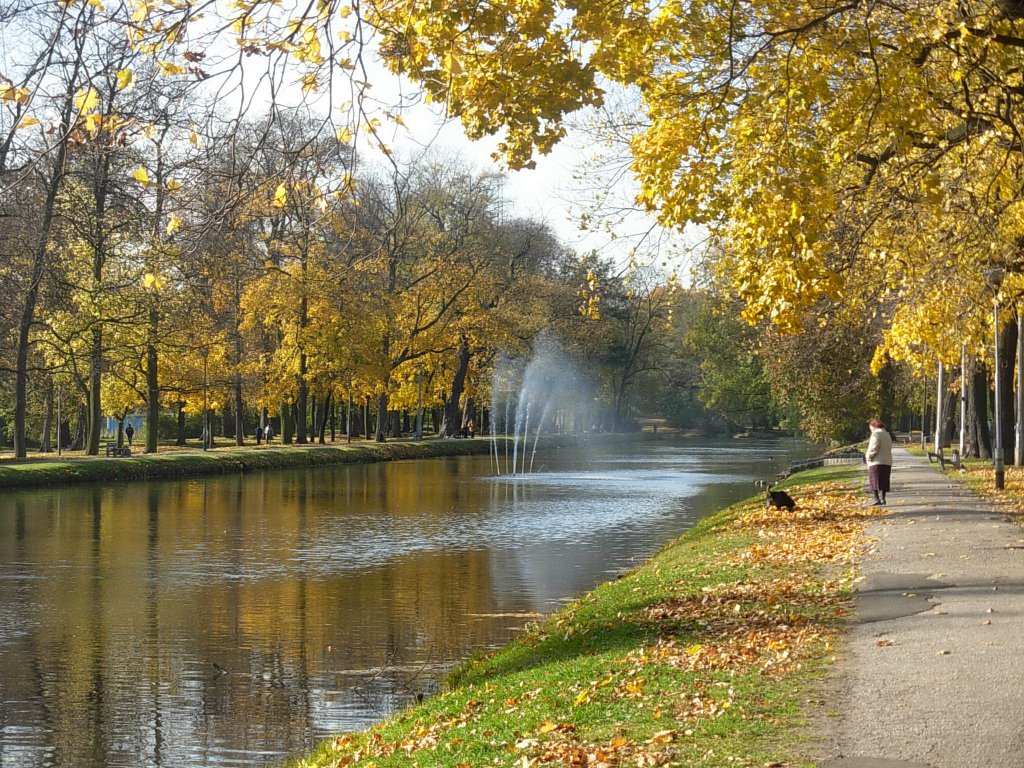
Park nad Kanałem Bydgoskim

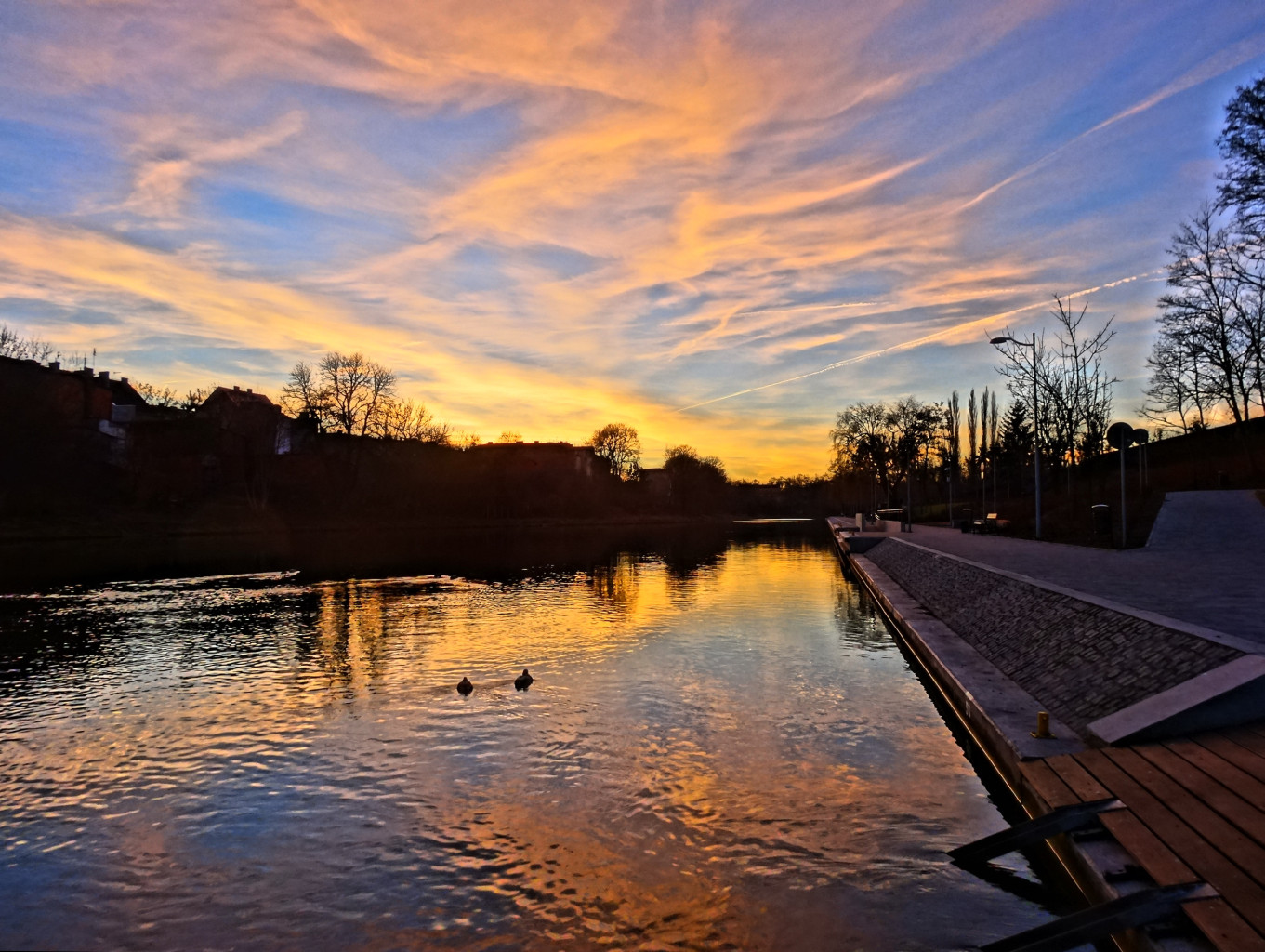
Brda na Okolu

Okole (niem. Okolla – 1789, Okollo – 1867, Schleusenau – 1885) – jednostka urbanistyczna (osiedle) miasta Bydgoszczy, położona w jego środkowo-zachodniej części, między Kanałem Bydgoskim a Brdą w obrębie tzw. wyspy kanałowej.

## Położenie
Okole położone na tzw. Dolnym Tarasie Bydgoszczy. Od zachodu poprzez odcinek Kanału Bydgoskiego sąsiaduje z osiedlami: Flisy i Czyżkówko, od północy poprzez Brdę z Jachcicami i Śródmieściem, natomiast od południa poprzez Stary Kanał Bydgoski z osiedlami: Jary i Wilczak.
Pod względem fizycznogeograficznym osiedle leży w obrębie makroregionu Pradolina Toruńsko-Eberswaldzka, w mezoregionie Kotlina Toruńska i mikroregionie Miasto Bydgoszcz. Teren łagodnie wznosi się ze wschodu na zachód obejmując holoceńskie terasy doliny Brdy: I (35 m n.p.m.), II, III i IV (50 m n.p.m.). Poszczególne poziomy ograniczone są mało wyraźnymi progami.
Historycznie do obecnej jednostki urbanistycznej należy obszar Bielany (45 ha) włączony do miasta przed rokiem 1876 (część wschodnia do ul. Granicznej) oraz reszta dawnej gminy Okole (131 ha) włączona do miasta w 1920 roku.

## Charakterystyka
Osiedle Okole położone jest na płaskim terenie wyniesionym na 43–47 m n.p.m. w pobliżu Brdy i Kanału Bydgoskiego. W północnej części (ul. Nadrzeczna) występuje obszar płytkiego zalegania iłów, które od początku XIX wieku eksploatowano w tamtejszej cegielni. W tym rejonie syfonem pod Kanałem Bydgoskim przepływa potok Flis, który uchodzi do Brdy w pobliżu styku tej rzeki z Kanałem Bydgoskim.
Obszar Okola ma charakter mieszkalno-przemysłowy. Wschodnią część zajmuje zwarta zabudowa z XIX i początku XX wieku, część zachodnią tereny przemysłowe: Unilever (Bydgoszcz) (dawna Pollena) oraz Biznes Park przy ul. Kraszewskiego. Na obszarze dzielnicy znajdowała się także siedziba zakładów „Belma”. Obszary położone nad ciekami wodnymi są częściowo zagospodarowane pod względem rekreacyjnym. W części północnej, w pobliżu Brdy znajdują się kompleksy ogrodów działkowych: „Związkowiec” i „Przy Torze”. W części wschodniej ok. 8 ha zajmuje campus Wyższej Szkoły Gospodarki.
Osiedle przecinają ważne arterie drogowe – ul. Grunwaldzka, którą prowadzi droga krajowa nr 25 i 80, oraz kolejowe – linie nr 18, 131, 356. W latach 1895–1969 na terenie Okola funkcjonował dworzec kolejowy Bydgoszcz Wąskotorowa, do którego prowadziła z centrum miasta linia tramwajowa.
Wśród infrastruktury osiedla znajdują się m.in. trzy przedszkola, trzy szkoły podstawowe, dwa gimnazja, ośrodek szkolno-wychowawczy, III Liceum Ogólnokształcące im. Adama Mickiewicza oraz liczne szkoły średnie, zawodowe i policealne. Swój campus urządziła tu Wyższa Szkoła Gospodarki, a w kamienicy przy ul. Grunwaldzkiej znajduje się Niepubliczne Kolegium Języków Obcych. Wśród obiektów kulturalnych wymienić należy multipleks kinowy Multikino, Muzeum Kanału Bydgoskiego oraz (do 2020) Akademicką Przestrzeń Kulturalną z Muzeum Fotografii.
Do przedsięwzięć ujętych w „Planie Rozwoju Bydgoszczy na lata 2009–2014”, a dotyczących Okola, należą m.in.: przebudowa Węzła Zachodniego, rewitalizacja bulwarów i nabrzeży Bydgoskiego Węzła Wodnego, w tym ciągów nad Brdą i Kanałem Bydgoskim, budowa parku Nauki, Kultury i Rekreacji „Ogniwo” przy ul. Nadrzecznej oraz szereg projektów związanych z campusem Wyższej Szkoły Gospodarki: Centrum Akademickie Królowej Jadwigi, Akademicka Przestrzeń Kulturalna, Bydgoskie Obserwatorium Meteorologiczne, Arboretum – Zielone Nabrzeża Brdy, slip nad Brdą.
W 2018 ogłoszono przetarg na wybudowanie do końca 2019 roku sali gimnastycznej przy Szkole Specjalnego Ośrodka Szkolno-Wychowawczego nr 3 z boiskiem o wymiarach 16,46 × 25,75 m przeznaczonym do zespołowych rozgrywek sportowych oraz ćwiczeń, dwiema salami korekcyjnymi, salą rehabilitacyjną oraz salą integracji sensorycznej przeznaczoną do prowadzenia zajęć profilaktycznych i terapeutycznych dla dzieci. Obiekt oddano do użytku w marcu 2020.

### Nazwa
Nazwa osiedla pochodzi od dawnego przedmieścia, wyodrębnionego już w czasach I Rzeczypospolitej. W roku 1935 redaktor Wincenty Sławiński wydał pracę pt. „Babia Wieś, z legend podmiejskich starej Bydgoszczy” – w tej pracy zamieścił także legendę: „Na Okole”. Mianowicie za czasów Zygmunta III żył w Bydgoszczy podkomorzy królewski, który miał na Wyspie zwanej Młyńską dom wielki, który wynajął niejakiemu Niemcowi, luteraninowi. Ten zaś rozpoczął w nim bić królewskie monety. Jako że monety nie były godne królewskiego majestatu, podkomorzy sprowadził do niego drzeworytnika mistrza Krzysztofa, aby z jego rad skorzystał. Jako że Niemiec nie chciał zgodzić się na święty wizerunek na monecie doszło do bitki. Zagrożony przez mieszczan Niemiec uciekł na przełaj na zachód, przez drogę zwaną odtąd potocznie „okólną”. Odtąd gmin miejski nazwał to przedmieście Okolem.

### Ludność
W 1970 roku Okole zamieszkiwało 18,1 tys. osób, 20 lat później – 14,4 tys. W kolejnych latach liczba mieszkańców spadała: w 1998 roku wynosiła 13,5 tys. osób, w 2007 – 11,9 tys., a w 2010 roku – 11,3 tys.

### Zabytki
Okole posiada stylową zabudowę z przełomu XIX i XX wieku, a także zabytkowe budynki administracyjne i sakralne. Ulice rozplanowano w większości w XIX wieku. Pozostałością dawnego układu przestrzennego są place miejskie, m.in. Kozi Rynek (u zbiegu ul. Granicznej oraz Śląskiej) i plac Petersona (obecny plac Chełmiński). Kluczowym zabytkiem jest Kanał Bydgoski (zarówno stary, jak i nowy odcinek) z systemem śluz. Wśród obiektów wpisanych do rejestru zabytków znajdują się m.in. założony w 1809 roku cmentarz Starofarny, neobarokowy kościół św. Wojciecha z 1913 roku, kamienice przy ul. Królowej Jadwigi 2, 4 i 6, ul. Garbary 20 oraz willa Buchholza przy ul. Garbary 2. Przy ul. Nadrzecznej zachowały się relikty zabudowań cegielni Petersona.

### Rekreacja
Na terenie Okola znajduje się ok. 20 ha terenów zieleni urządzonej, zlokalizowanej przy starym Kanale Bydgoskim oraz 12 ha zieleni nieurządzonej. Głównym obszarem rekreacyjnym jest najstarszy i drugi co do wielkości park w Bydgoszczy, jakim są planty nad Kanałem Bydgoskim. Po północnej stronie Kanału ciągnie się nabrzeże im. Sebastiana Malinowskiego. W parku znajdują się trzy zabytkowe śluzy: IV, V i VI.
Na północ od ul. Marszałka Focha znajduje się niewielki skwer im. prof. Józefa Kałużnego, zrewitalizowany w 2022.
Na terenie Okola znajdują się dwa obszary rekreacyjne o znaczeniu ogólnomiejskim. Oprócz plant nad Kanałem Bydgoskim jest to teren u zbiegu Kanału Bydgoskiego i Brdy (obecnie zieleń nieurządzona), położony między ulicami Żeglarską, Nadrzeczną i Ludwikowo o powierzchni ok. 47 ha, przeznaczony docelowo pod funkcję z zakresu aktywnej rekreacji wraz z przystanią wodną oraz towarzyszącą zabudową noclegową i gastronomiczną.
W 2011 roku na terenie osiedla znajdowały się następujące obiekty sportowe i rekreacyjne:
- dwa zespoły typu Orlik 2012 – ul. Śląska 7, ul. Nowogrodzka 3
- przystań kajakarska – ul. Nadrzeczna 2
- trzy place zabaw – ul. Graniczna 12, ul. Staroszkolna 12, w parku nad Starym Kanałem w rejonie ul. Wrocławskiej.

Osiedle posiada ścieżkę rowerową biegnącą wzdłuż Kanału Bydgoskiego oraz wzdłuż linii tramwajowej do dworca PKP. Studium transportowe Bydgoszczy przewiduje realizację m.in. drogi rowerowej wzdłuż ulic Grunwaldzkiej, Czarna Droga, Bronikowskiego.

### Ochrona przyrody
Na terenie Okola znajdują się liczne pomniki przyrody: dąb szypułkowy przy ul. Młyńskiej o obwodzie w pierśnicy ponad 400 cm, wiąz szypułkowy na terenie cmentarza Starofarnego.
W drzewa o wymiarach pomnikowych obfitują promenady wiodące wzdłuż Starego Kanału Bydgoskiego. Znajduje się tam m.in. 15 szt. olsz czarnych, 2 szt. klonów srebrzystych, 11 szt. „Topoli Wilhelma” o obwodach 265–500 cm.

## Historia

### Okres staropolski
W pierwszej połowie XVII wieku na terenie dzisiejszego Okola znajdowały się ogrody, należące do miasta Bydgoszczy, wydzierżawiane mieszczanom. W 1745 roku bydgoska rada miejska wydzierżawiła na prawie olęderskim folwark Wielkie Okole Franciszkowi i Salomei Więckiewiczom i ich sukcesorom na okres 40 lat.

### Okres zaboru
Na początku XIX w. posiadłości Okola rozdzielono na dwie części: Okole 1A (przy ul. Nadrzecznej) i Okole 1B (u zbiegu dzisiejszych ulic Śląskiej i Chełmińskiej). W 1818 r. radca budowlany Ernst Conrad Peterson nabył prawo do korzystania z dziedzicznej dzierżawy obu majątków. W Okolu 1A znajdowały się: dom mieszkalny, stajnia, czworaki oraz cegielnia, natomiast w Okolu 1B cztery domy mieszkalne. Petersonowie pozostali właścicielami Okola aż do 1945 roku. W pierwszej połowie XIX wieku zaczęli dzielić majątki na parcele, tworząc małe gospodarstwa zasiedlane przez osadników. Spis miejscowości rejencji bydgoskiej z 1833 roku podaje, że we wsi i folwarku Okole mieszkało 115 osób (60 ewangelików, 55 katolików) w 16 domach. Według opisu Jana Nepomucena Bobrowicza z 1846 roku wieś Okole należała do majątku ziemskiego należącego do miasta Bydgoszczy.
Tereny między ul. Grunwaldzką i starym Kanałem należały dawniej do Wielkiego Wilczaka. Dopiero po wybudowaniu Kanału oddzieloną część Wilczaka nazwano Colonie Wilczak, a następnie Schleusenau. Na początku XIX wieku na Okolu założono również najstarszy zachowany bydgoski cmentarz zwany Starofarnym.
W II połowie wieku przez Okole poprowadzono linie kolejowe: Pruską Kolej Wschodnią Berlin-Królewiec (1851), linię do Inowrocławia (1872), Poznania (1895) i wąskotorową do Koronowa (1895). Rozwój kolei na Okolu stanowił dla gminy perspektywę rozwoju. Z czasem dawne majątki ziemskie w całości rozparcelowano, a na działkach powstały ulice i domy mieszkalne. W 1860 roku znajdowało się tu 56 budynków, a w roku 1880 – 160, w tym kilkanaście dwupiętrowych. Mieszkało tu wielu urzędników i pracowników kolejowych. Wtedy też miał miejsce dynamiczny rozwój rzemiosła i kupiectwa: księga adresowa z roku 1910 donosi, że działało tu 7 piekarń, 14 wyszynków (w tym 5 restauracji), 7 sklepów spożywczych, 16 szewców, 5 krawców, 9 rzeźników, 6 stolarni. Na terenie Okola znajdowały się także duże przedsiębiorstwa, m.in. Garbarnia Buchholza (późniejsza fabryka obuwia „Kobra”, obecnie obiekty należą do Wyższej Szkoły Gospodarki) oraz fabryka sygnałów kolejowych C. Fiebrandta przy ulicy Grunwaldzkiej (późniejsza Belma). Przy należącej do miasta obecnej ulicy Jackowskiego istniała spółdzielnia mleczarska Szwajcarski Dwór. Natomiast przy ul. Nadrzecznej funkcjonowała cegielnia Petersona, założona w 1808 roku. W wyrobiskach powstał zbiornik wodny, a obok nad Brdą mieściło się pierwsze w Bydgoszczy kąpielisko.
W zabudowie Okola do ok. 1875 roku dominowały skromne parterowe domy kryte dwuspadowymi dachami, później zaczęto wznosić kamienice czynszowe, zbliżone wystrojem i formą do budowanych w Śródmieściu Bydgoszczy. Przy ul. Grunwaldzkiej 37 w kamienicy urządzono aptekę „Pod Złotym Lwem”, której figura na frontonie budynku do dziś patronuje aptece. Pod koniec XIX wieku powstały udane pod względem urbanistycznym projekty zabudowy części Okola położonej nad Brdą (m.in. kamienice przy ul. Długosza: wszystkie powstałe wówczas kamienice są zbliżone wielkością), zbudowano je na równo wytyczonych działkach, a wewnątrz każdego kwartału funkcjonują tereny zielone, częściowo zabudowane oficynami. Na początku XX wieku powstała stylowa zabudowa ul. Jackowskiego, a w pierwszym dziesięcioleciu XX w. zabudowano kamienicami południowy skraj Okola nad Kanałem Bydgoskim – ulice Kanałowa, Nowogrodzka, Staroszkolna. W 1913 roku ukończono budowę zboru ewangelickiego pw. św. Jana (po 1945 r. kościół św. Wojciecha).
Pierwsza szkoła powszechna na Okolu powstała w I połowie XIX w. przy ul. Staroszkolnej. W 1879 roku wzniesiono budynek gminnej szkoły ludowej (niem. Gemeindeschule Schleusenau) przy ul. Nowogrodzkiej, rozbudowany w 1898 r. do pełnienia roli szkoły podwójnej (niem. Doppel Volksschule, dla dziewcząt i chłopców).
Na początku XX wieku Okole było dzielnicą o charakterze przemysłowo-rzemieślniczym z miejską zabudową składającą się z kamienic czynszowych o zdobionych fasadach. Już w 1898 r. uzyskało połączenie tramwajowe z centrum miasta wzdłuż ul. Grunwaldzkiej. Dzielnica otoczona była ciekami wodnymi i przecięta liniami kolejowymi, co wymusiło budowę licznych mostów. Jako pierwsze powstały w 1851 r. mosty kolejowe nad Brdą, a w 1865 r. most Wiktorii (od 1920 r. im. Królowej Jadwigi). W latach 1910–1915 dokonano modernizacji Kanału Bydgoskiego poprzez budowę nowego cieku wodnego (z dwiema śluzami) o długości 1,63 km. W ten sposób Okole zostało ze wszystkich stron otoczone wodami i znalazło w rezultacie na Wyspie Kanałowej (niem. Canalwerder). W latach 1893, 1907, 1909, 1913 i 1919 władze pruskie podejmowały próby włączenia całego Okola w granice administracyjne Bydgoszczy, lecz realizację przedsięwzięcia odłożono ze względu na ówczesną sytuację polityczną Niemiec (m.in. obawiano się żywiołu polskiego mieszkającego w gminach podmiejskich).
W 1898 roku na Okolu pojawiły się pierwsze tramwaje bydgoskie, kiedy przedłużono linię „czerwoną” z ul. Poznańskiej wzdłuż ul. Świętej Trójcy i ul. Grunwaldzkiej do dworca Bydgoszcz Wąskotorowa (skrzyżowanie ul. Grunwaldzkiej i ul. Czarna Droga).
Urzędowy spis z 1910 roku wykazał, że w gminie Okole było 340 budynków i 6858 mieszkańców, spośród których 1102 posługiwało się językiem polskim, 5685 – niemieckim, a 44 – hebrajskim.

### Dwudziestolecie międzywojenne
W kwietniu 1920 roku Okole zostało włączone razem z innymi gminami podmiejskimi w obszar administracyjny Bydgoszczy. Było wówczas obok Wilczaka, Szwederowa i Bielaw najbardziej zurbanizowanym z nowo włączonych osiedli. Obraz narodowościowy zmienił się na rzecz wyraźnej przewagi żywiołu polskiego. Mimo tego przez cały okres międzywojenny nie było na terenie Okola świątyni katolickiej. Przy ul. Staroszkolnej urządzono jedynie kaplicę ss. elżbietanek.
W okresie dwudziestolecia międzywojennego na terenie Okola w budynku przy ul. Nowogrodzkiej funkcjonowała siedmioklasowa Publiczna Szkoła Powszechna Męska im. Adama Mickiewicza. Była to szkoła koedukacyjna, od 1932 roku podzielona na część męską (im. Adama Mickiewicza) i żeńską (im. Stefana Batorego). W latach 20. XX w. szkoła polska mieściła się w jednym budynku z ewangelicką szkołą niemiecką. Zadrażnienia wynikające z koegzystencji obu placówek zmniejszono w 1933 roku przez przeniesienie szkoły niemieckiej do innego budynku szkolnego.
W dwudziestoleciu międzywojennym nad Brdą funkcjonowały kąpieliska, m.in. „Riwiera” u wylotu ul. Jasnej, gdzie istniała wypożyczalnia łodzi i kajaków. Naprzeciw znajdowała się tzw. „kąpielnia wojskowa”. W 1932 przy ul. Kraszewskiego założono Polską Spółkę Akcyjną „Persil”.

### Okres powojenny
Po II wojnie światowej opuszczony zbór ewangelicki przekazano katolikom jako filię parafii św. Trójcy. W 1946 r. świątynia została kościołem parafialnym św. Wojciecha. W 1958 r. przy ul. Grunwaldzkiej wzniesiono okazały Dom Kultury „Belmy”, którego architektura nawiązywała do socrealizmu. Był to drugi po Filharmonii Pomorskiej obiekt użyteczności publicznej końca lat 50. zrealizowany w dużej skali architektonicznej. Po 1989 sprzedany Wielkopolskiemu Bankowi Kredytowemu, następnie mieścił Bank Zachodni, a obecnie znajduje się w nim Kujawsko-Pomorski Urząd Skarbowy.
W 1945 w domu przy ul. Jasnej 23 zamieszkał Feliks Stamm.
W latach 1955–1965 w wyniku przeglądu terenów leżących w obrębie obszaru zainwestowania miejskiego, uzbrojonych bądź łatwych do uzbrojenia, Prezydium Miejskiej Rady Narodowej wyznaczyło na Okolu tereny nadające się pod zabudowę mieszkaniową. Niewielkie osiedla (w tym bloki 11-piętrowe) usytuowano m.in. przy ul. Jackowskiego, później wzniesiono również bloki mieszkalne przy ul. Czarna Droga.
W 1951 r. podczas remontu torowiska tramwajowego w ul. Grunwaldzkiej, przeniesiono go z jezdni na pobocze. Wykorzystano przy tym zdemontowane tory i sieć trakcyjną z Gubina i Kostrzyna nad Odrą. W 1959 r. przy ul. Grunwaldzkiej dobudowano drugi tor. W 1973 r. na wschodnim krańcu dzielnicy ukończono budowę tzw. węzła Grunwaldzkiego u zbiegu ul. Grunwaldzkiej i Nakielskiej. Zasypaniu uległ blisko kilometrowy odcinek Kanału Bydgoskiego z dwiema śluzami oraz mostem. W zamian urządzono szeroką arterię komunikacyjną (ul. Armii Czerwonej, obecnie ul. Focha). Odcięto również ul. Świętej Trójcy, a dwutorowe linie tramwajowe prowadziły w kierunku Wilczaka oraz ulicą Grunwaldzką. Kilka lat później z węzłem połączono ul. Królowej Jadwigi oraz zbudowano ul. Kruszwicką do placu Poznańskiego. W 1973 r. zlikwidowano węzeł torowy przy ul. Świętej Trójcy i Kordeckiego. Od 1974 roku prowadzono budowę wiaduktu kolejowego nad ul. Grunwaldzką. W latach 1984–1987 przebudowano rondo Grunwaldzkie, przesuwając je bardziej na zachód i odcinając zarazem wylot z ul. Jackowskiego. Dotychczasowa ul. Grunwaldzka na odcinku do ul. Granicznej stała się jednokierunkowa, zaś dla drugiego kierunku wybudowano drugą jezdnię, która zajęła częściowo teren cmentarza Starofarnego. Zlikwidowano wówczas linię tramwajową wzdłuż ul. Grunwaldzkiej. Ostatni tramwaj na Okole pojechał 25 czerwca 1984 roku.
Od lat 90. na terenie dawnej garbarni Buchholza istnieje campus niepublicznej Wyższej Szkoły Gospodarki. W willi fabrykanta Ludwiga Buchholza urządzono rektorat, natomiast w starej wozowni Akademicką Przestrzeń Kulturalną z galerią sztuki, salą widowiskową i Muzeum Fotografii. Cały teren o pow. 8 ha wzbogacono o nowe obiekty i tereny zielone. W 2012 ukończono budowę nowej linii tramwajowej z dworca kolejowego Bydgoszcz Główna przez most Władysława Jagiełły i wschodnią część Okola w kierunku centrum miasta. Budowie tramwaju towarzyszyła przebudowa skrzyżowań ulicy Królowej Jadwigi z ul. Garbary i Focha. W 2012 (a faktycznie lipcu 2013) rozpoczęto również budowę nad Brdą najwyższego (do 2019) budynku mieszkalnego w Bydgoszczy (16 kondygnacji naziemnych i 2 podziemne; 129 mieszkań) o nazwie Nordic Haven o wysokości 54 m, który zakończono w IV kwartale 2016 i oddano do użytku w roku 2017. W 2014 na Okolu pojawiła się pierwsza w Bydgoszczy retrościana, czyli malowana w stylistyce lat przedwojennych reklama zdobiąca szczytową ścianę kamienicy przy ul. Garbary 9. Kolejna pojawiła się wkrótce potem na początku ul. Grunwaldzkiej (2017).
W kwietniu 2017 miasto podjęło decyzję o przeprowadzeniu remontów w najbardziej zdewastowanych budynkach na obszarze dzielnicy, tj. przy ulicy Jasnej 9, 12, 14, 17 i 18. Zlokalizowane tam mieszkania miały być przeznaczone dla nauczycieli. Prace zakończono do 2021. Rozebrano z kolei budynek nr 29.
W 2018 miała miejsce renowacja budynku przy skrzyżowaniu ul. Długosza i Łokietka. Równocześnie nadzór budowlany wydał nakazy remontów budynków przy ul. Długosza 14 (gdzie nad drzwiami wejściowymi pojawiła płaskorzeźba przedstawiająca mężczyznę z kapeluszu oraz reliefy nad oknami), Królowej Jadwigi 5 i 7, Łokietka 2, 7 i 23-25, Śląskiej 3, Garbary 18 oraz Jackowskiego 23 i 26. Remont konserwatorski kolejnej kamienicy przy ul. Śląskiej 11 zakończono w 2022; obiekt ten wyróżnia się otworem drzwiowym zwieńczonym nieregularną płyciną z dekoracją w formie liści kasztanowca, a także płaskorzeźbą głowy kobiety z rozwianymi włosami.
Również w 2018 na budynku przy ul. Garbary 27 powstał niewielki mural z Marianem Rejewskim.
W 2019 dokonano renowacji elewacji frontowej zabytkowego budynku z l. 1903-1904 przy ul. Garbary 20, z efektowną loggią nad wykuszem i znajdującym się ponad nią murem w konstrukcji szachulcowej. Inwestorem, projektantem i budowniczym obiektu był Wiktor Petrykowski, właściciel powstałego w 1901 pod nr 20-22 zakładu obróbki i składu drewna.
W listopadzie 2019 kolejarze dokonali usunięcia drzew, porastających skarpę nasypu kolejowego wzdłuż ulicy Czarna Droga.
W l. 2020-2021 przeprowadzono przebudowę budynku dawnego przedszkola sióstr zakonnych przy ul. Staroszkolnej 10 na siedzibę Centrum Edukacyjno-Społecznego i Muzeum Kanału Bydgoskiego. Ponadto w 2020 roku ukończono realizację budynku BTBS przy ul. Młyńskiej oraz przystąpiono do prac adaptacyjnych dawnej mleczarni przy ul. Jackowskiego 28 na mieszkania, którym towarzyszyć będzie odnowienie elewacji budynku. Podobnie remontowi zostanie poddany budynek na skrzyżowaniu ul. Jackowskiego i Łokietka oraz dwukondygnacyjne budynki przy ul. Jasnej (nr 21, z lukarnami osadzonymi w spadzistym dachu oraz wejściem w formie przedproża; oraz 24, 26 i 28). Ponadto w latach 2020 przy ul. Jasnej 33 BTBS rozpoczął realizację pięciokondygnacyjnego budynku z mieszkaniami przeznaczonymi dla seniorów, bez barier architektonicznych, z ogólnodostępnym tarasem, windą i miniogrodem, który ukończono rok później. Również w 2020 w miejscu dawnych szklarni z l. 60 i 70. przy ul. Czarna Droga 46 rozpoczęto realizację osiedla Rabatki, a firma Colian Developer na terenie dawnej fabryki Jutrzenki przy ul. Garbary 5 rozpoczęła budowę pięciopiętrowego budynku mieszkalnego z 162 mieszkaniami; znajdujący się tu masywny komin fabryczny został rozebrany i zrekonstruowany bliżej ulicy. W 2022 rozpoczęła się realizacja budynku na skrzyżowaniu ulic Grunwaldzkiej i Wrocławskiej

## Kościoły i cmentarze
- Kościół św. Wojciecha przy ul. Kanałowej (pierwotnie ewangelicki)
- Cmentarz Starofarny przy ul. Grunwaldzkiej

## Ważniejsze obiekty
- Unilever (Bydgoszcz)
- Muzeum Kanału Bydgoskiego
- Wyższa Szkoła Gospodarki przy ul. Garbary
- Multikino
- Muzeum Kanału Bydgoskiego
- Mosty kolejowe w Bydgoszczy
- Most Królowej Jadwigi w Bydgoszczy
- Planty nad Kanałem Bydgoskim
- Śluza Okole
- Śluza IV Wrocławska
- Śluza V Czarna Droga

## Komunikacja
Przez Okole przebiega sezonowa linia Bydgoskiego Tramwaju Wodnego.

## Rada Osiedla
Pod względem administracyjnym Okole tworzy jednostkę pomocniczą samorządu Miasta Bydgoszczy. Rada Osiedla Okole mieści się przy ul. Grunwaldzkiej 35.

## Galeria

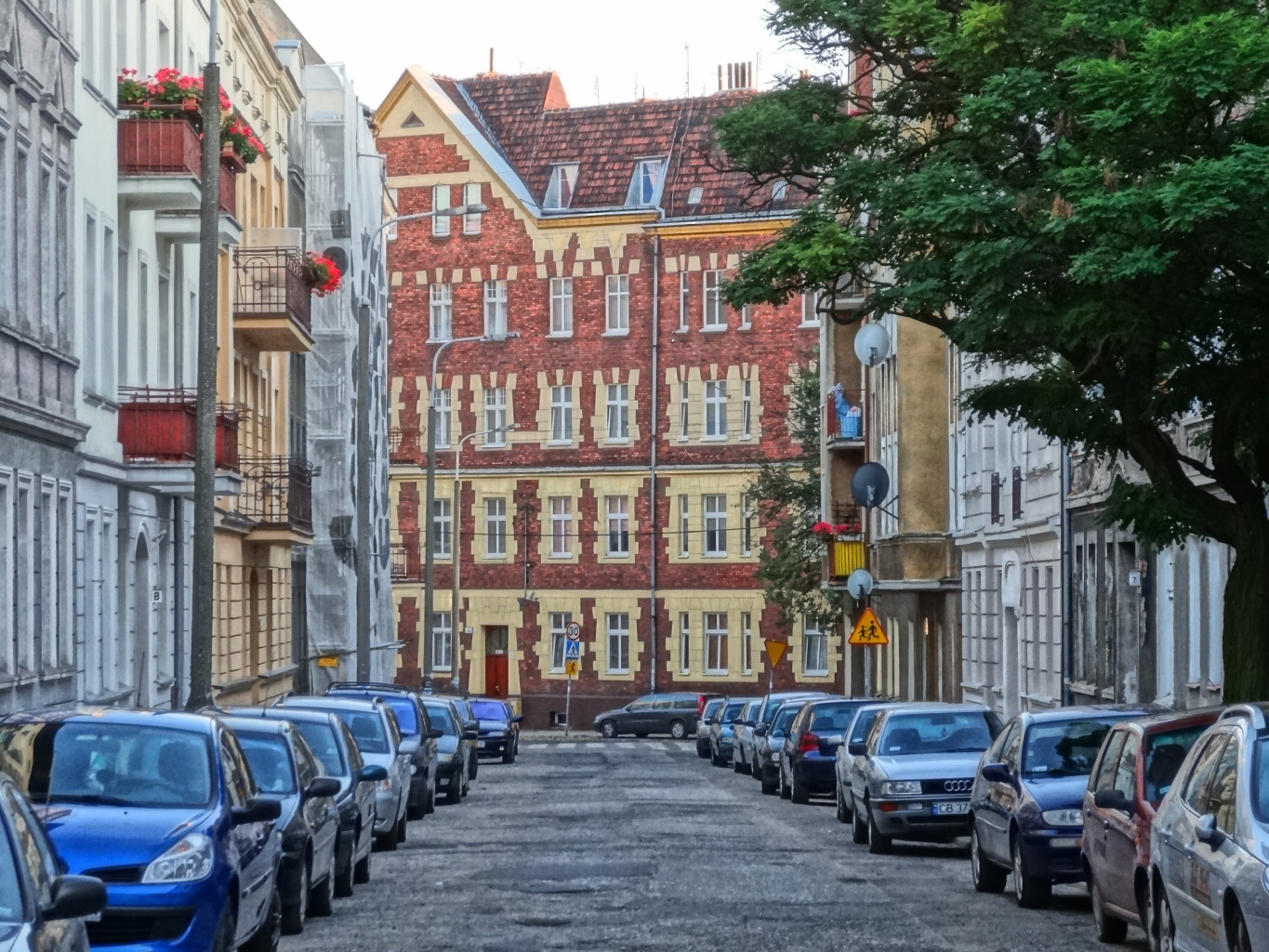
Zabudowa Okola
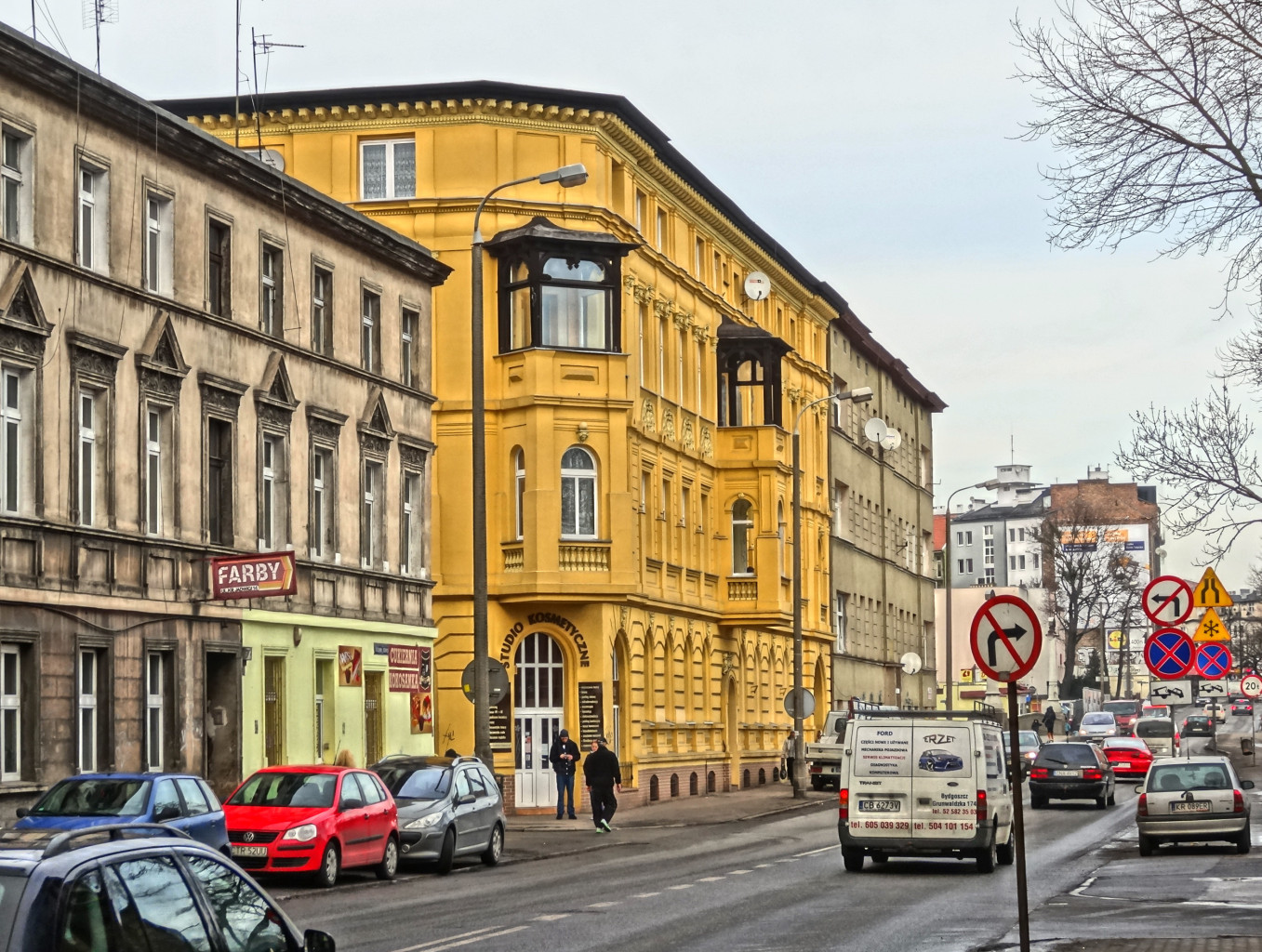
Ulica Królowej Jadwigi
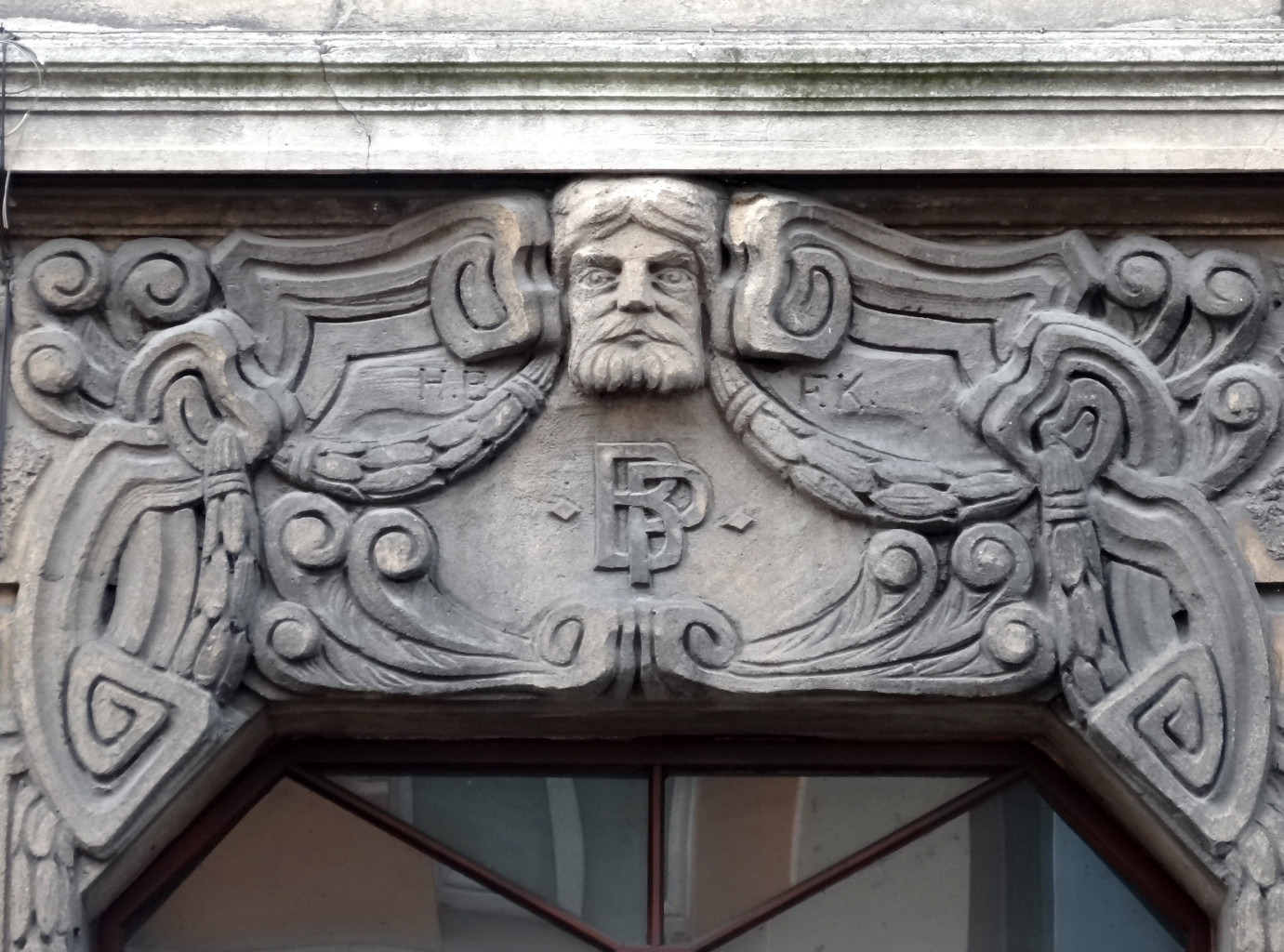
Secesyjne zdobienia
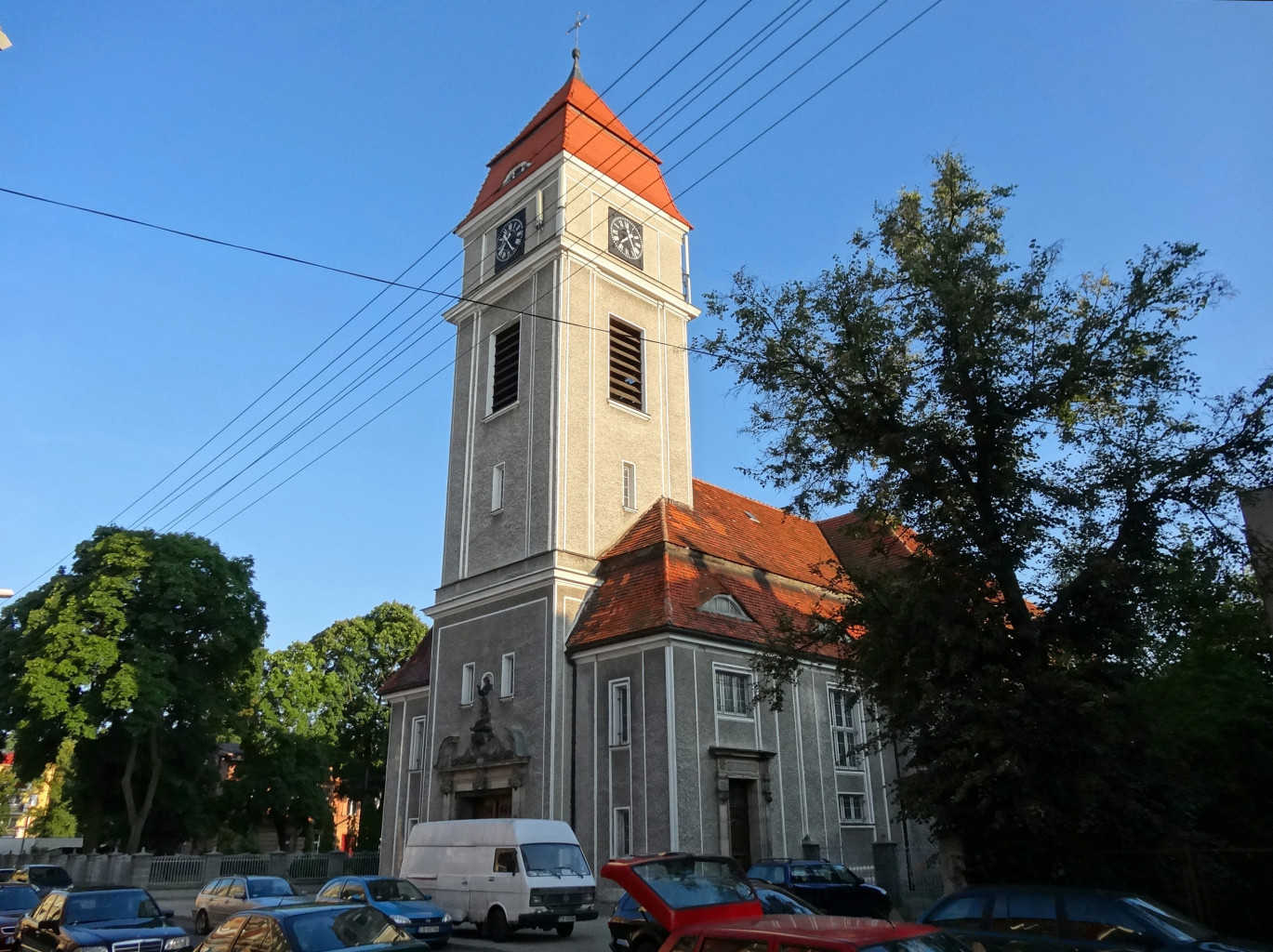
Kościół św. Wojciecha
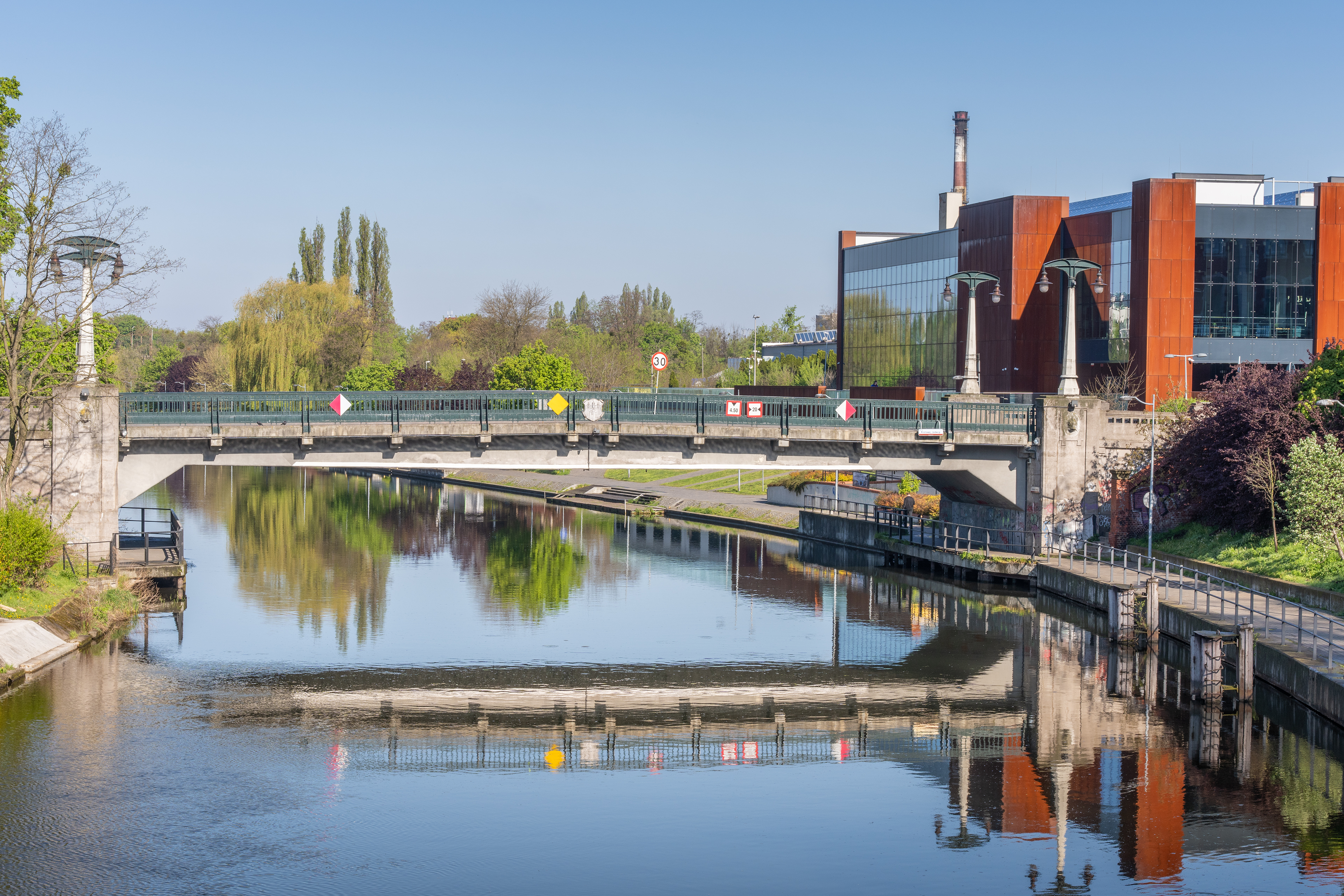
Most Królowej Jadwigi
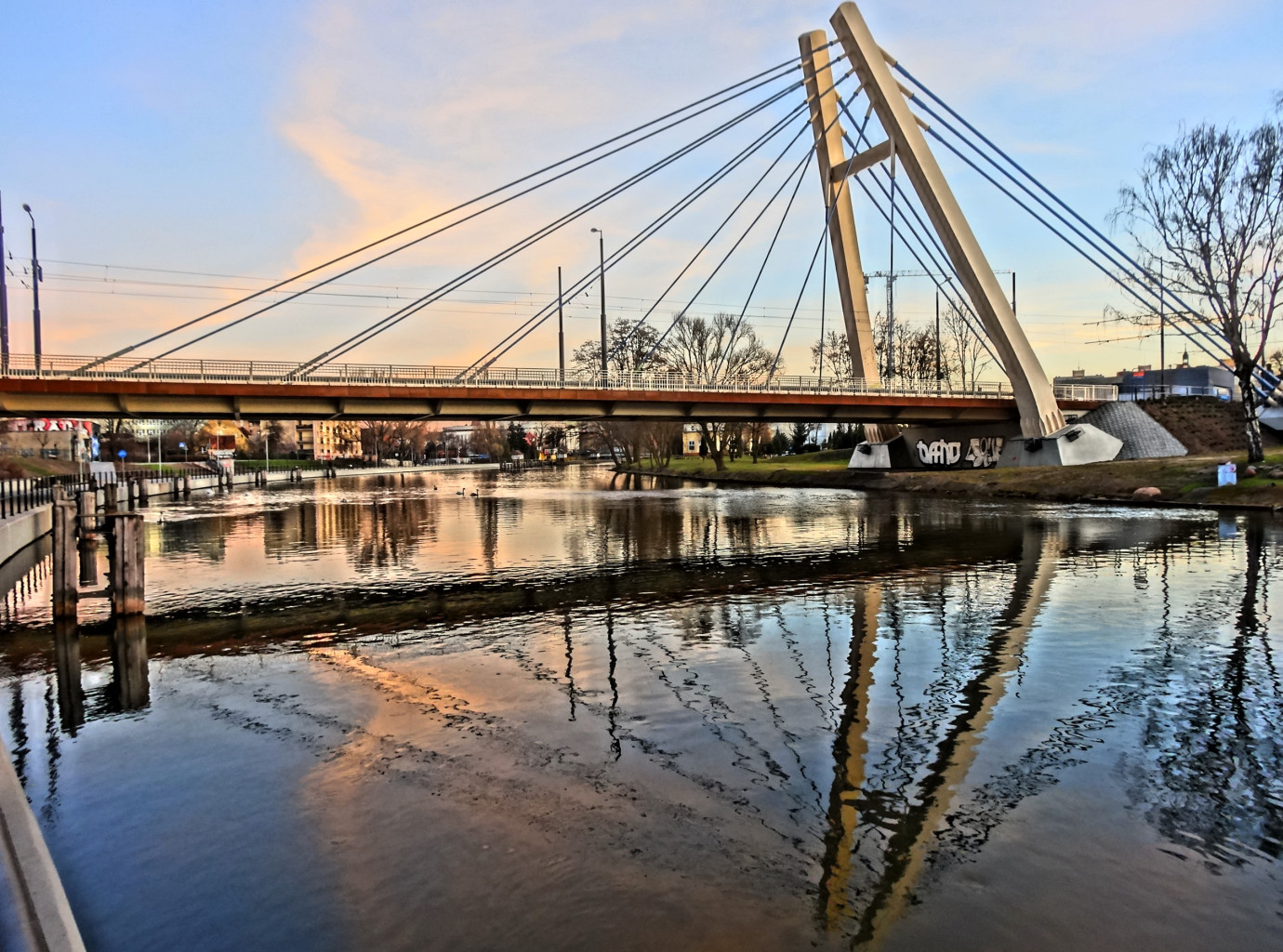
Most Władysława Jagiełły
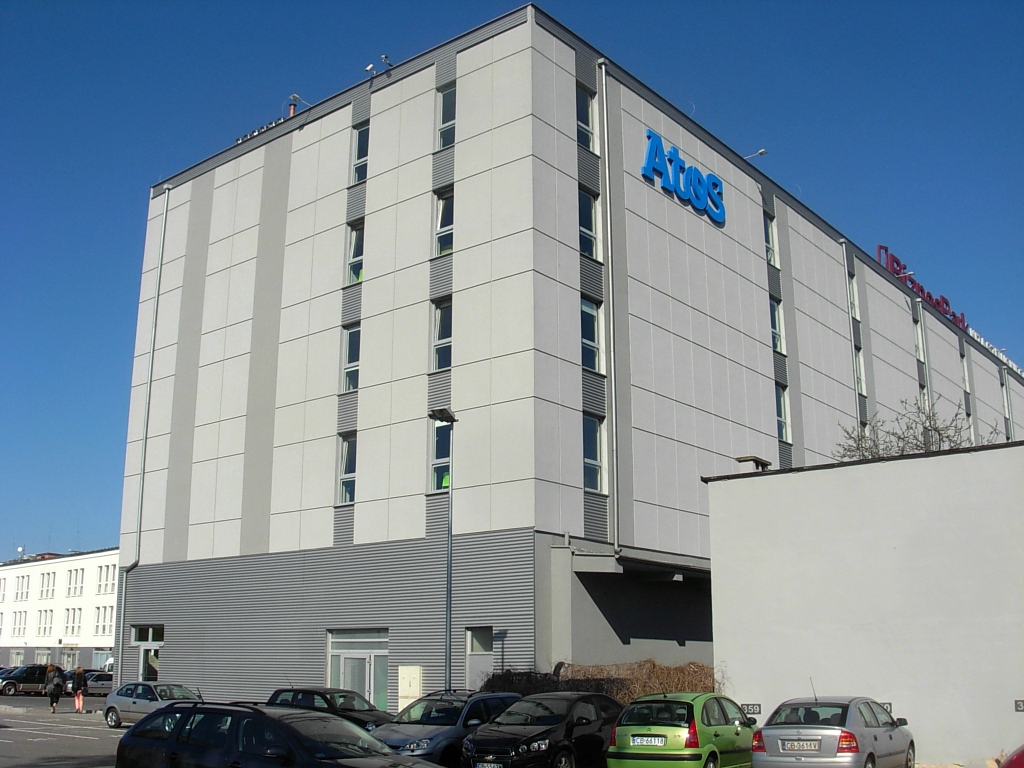
Atos IT Services w Biznes Parku przy ul. Kraszewskiego
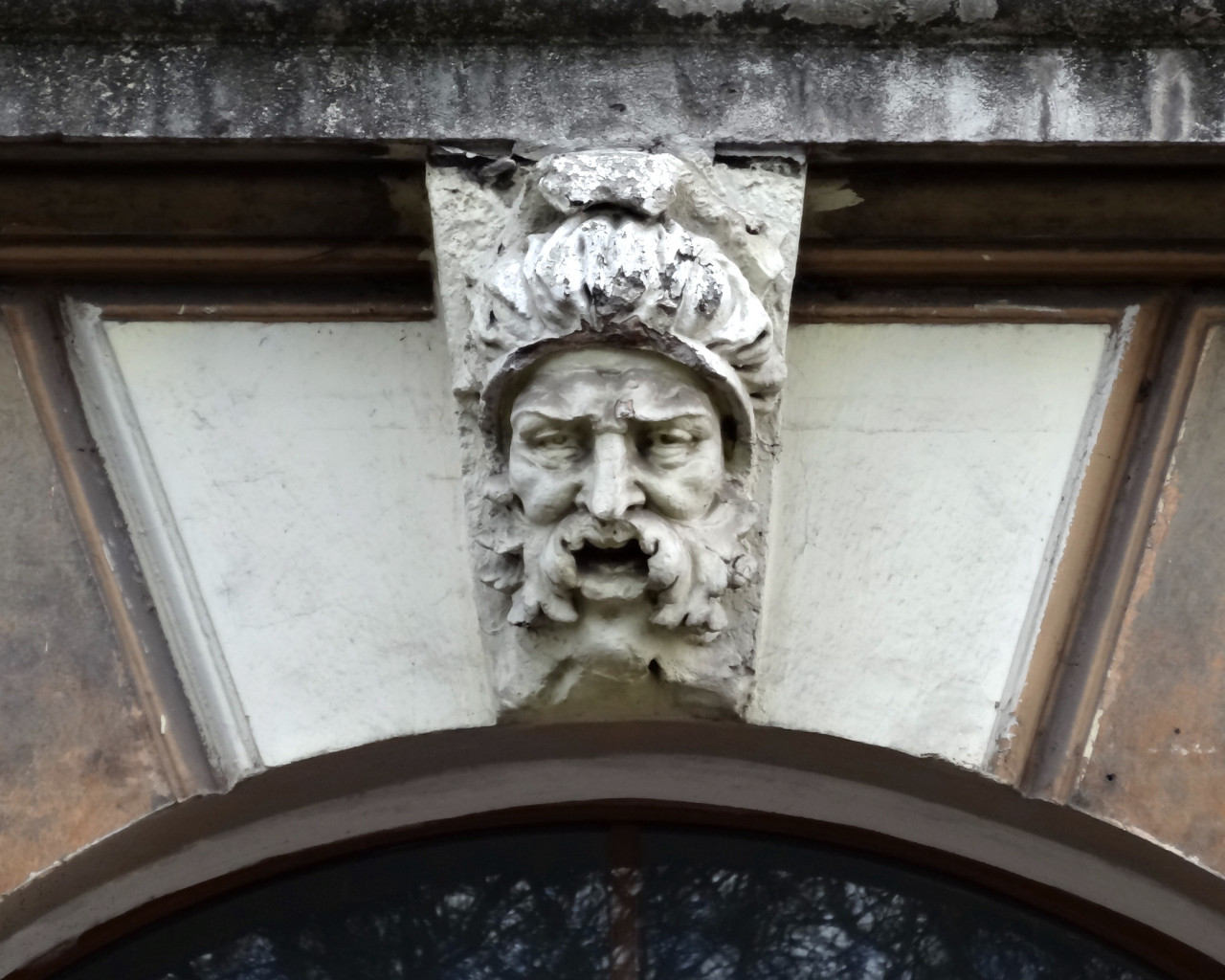
Figura alegoryczna na kamienicy przy ul. Chełmińskiej 12
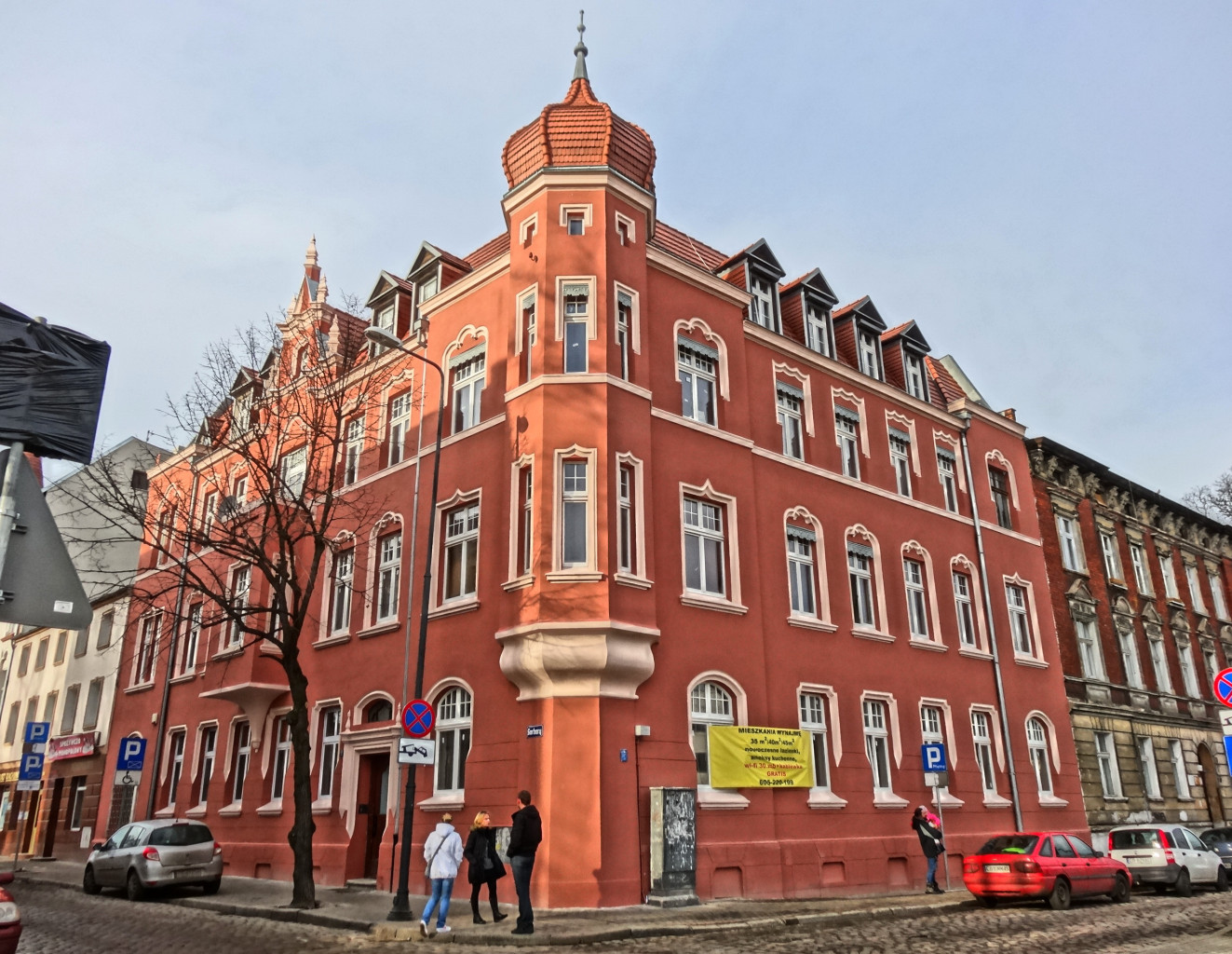
Kamienica przy ul. Garbary 12
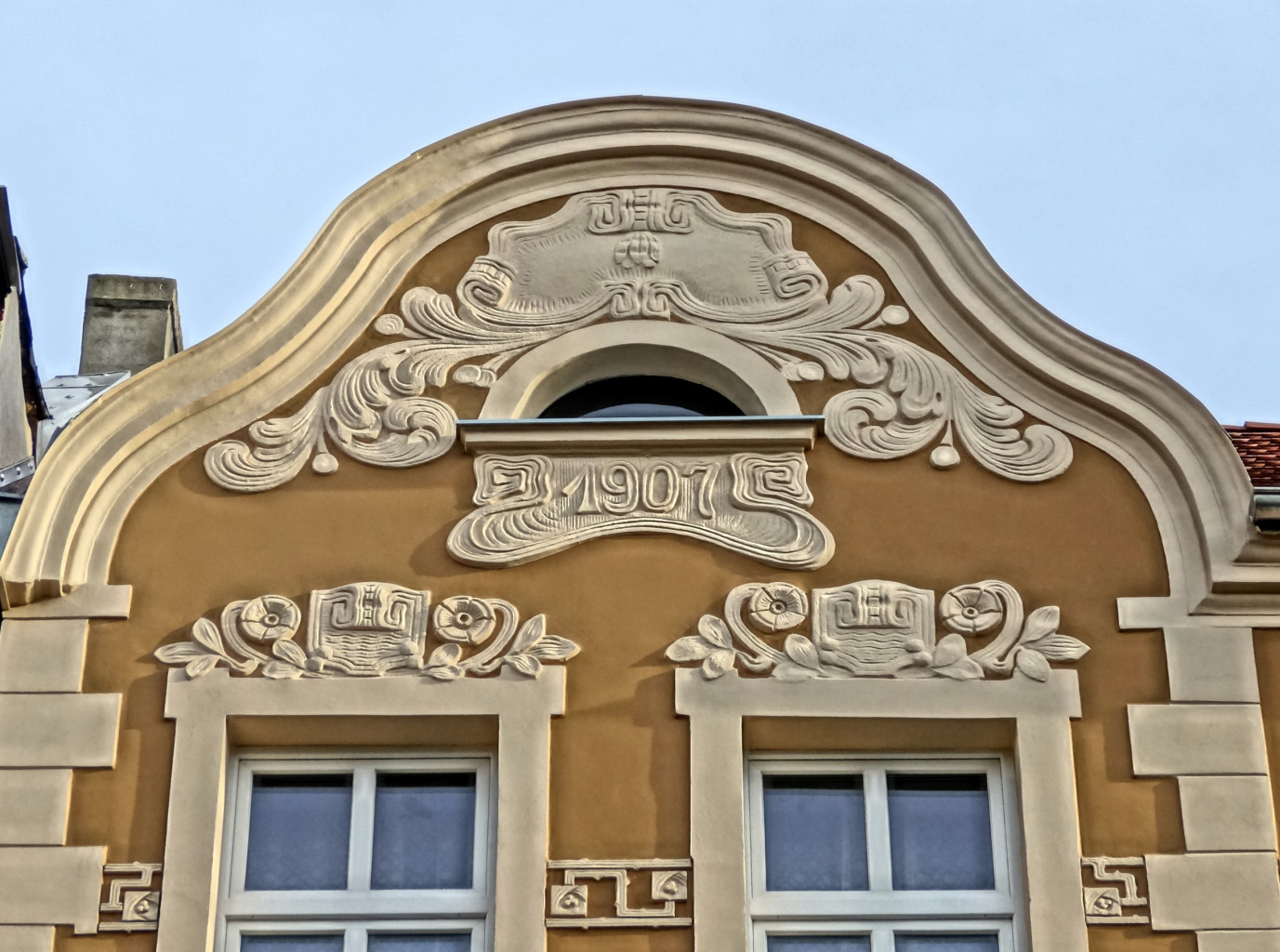
Kamienica przy ul. Jackowskiego 20
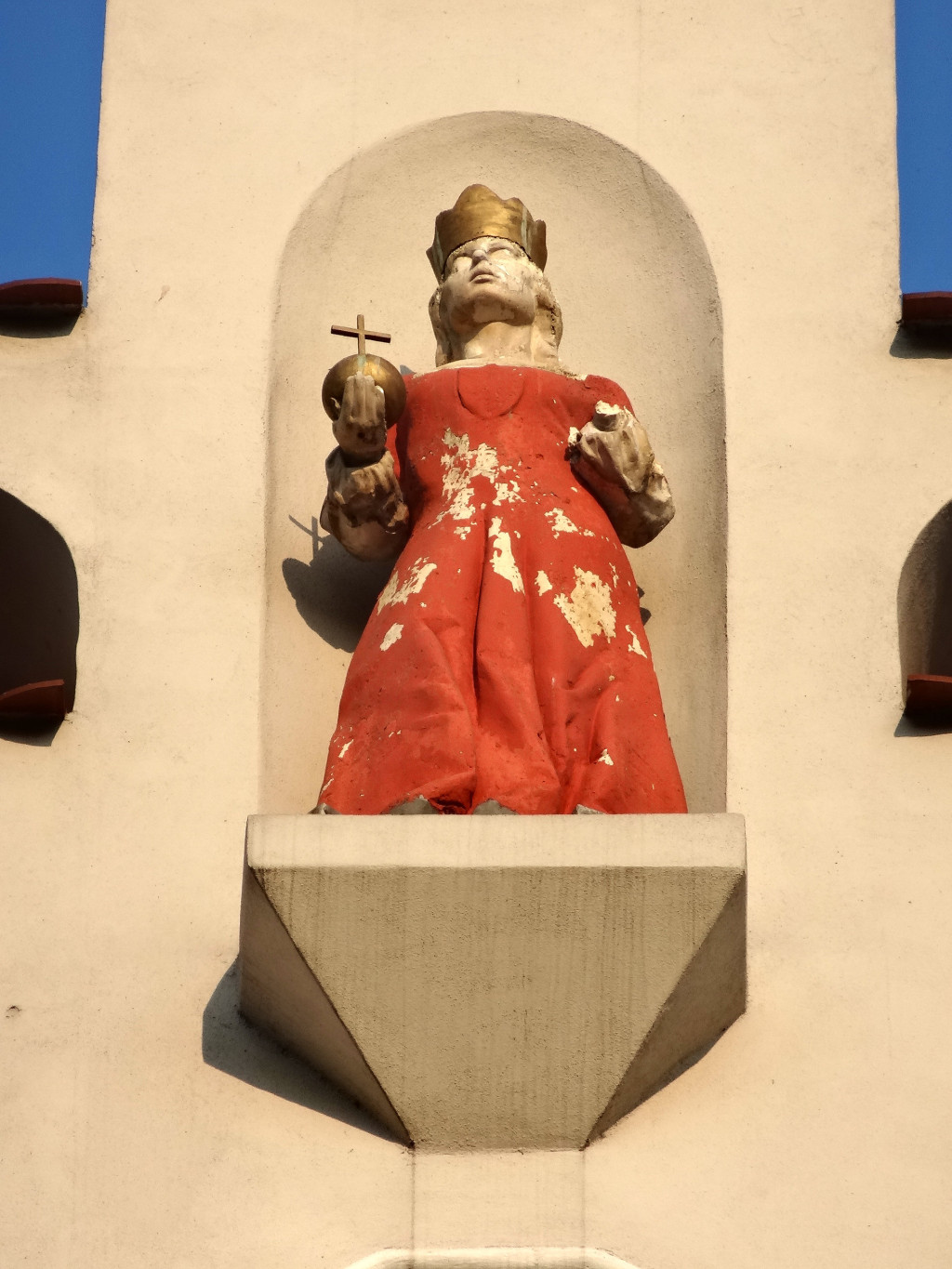
Figura Królowej Jadwigi na kamienicy
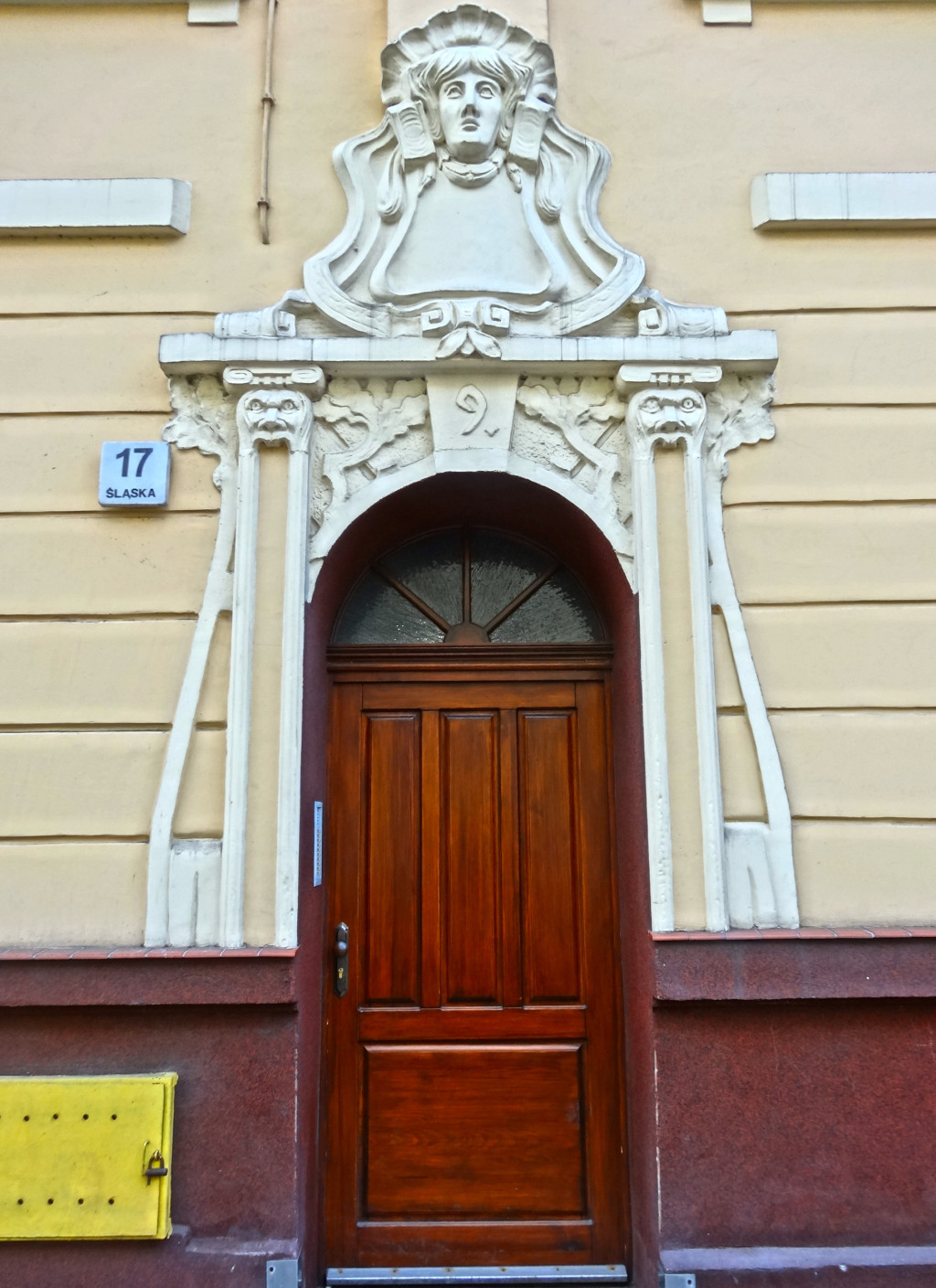
Portal kamienicy ul. Śląska 17
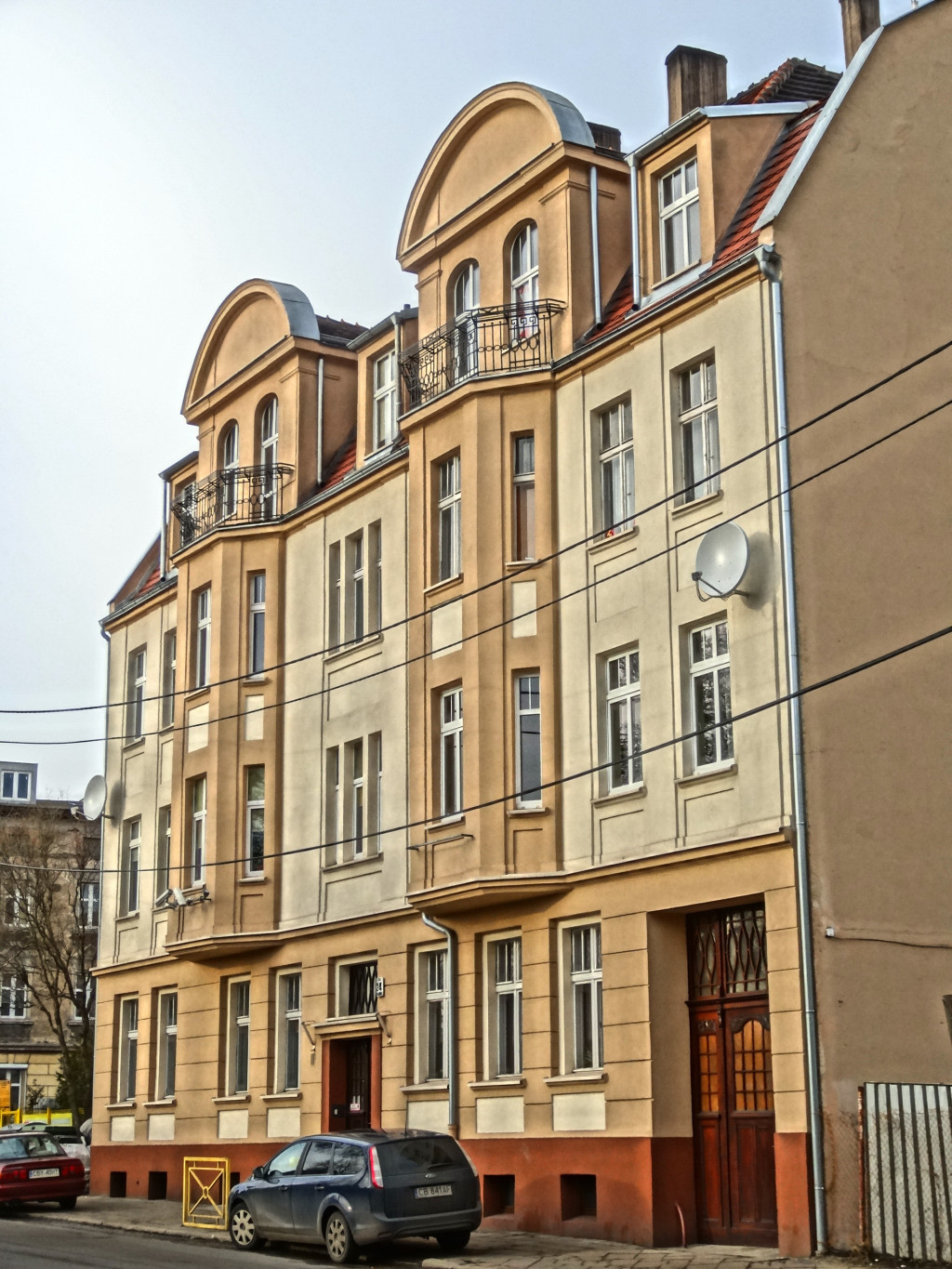
Śląska 24
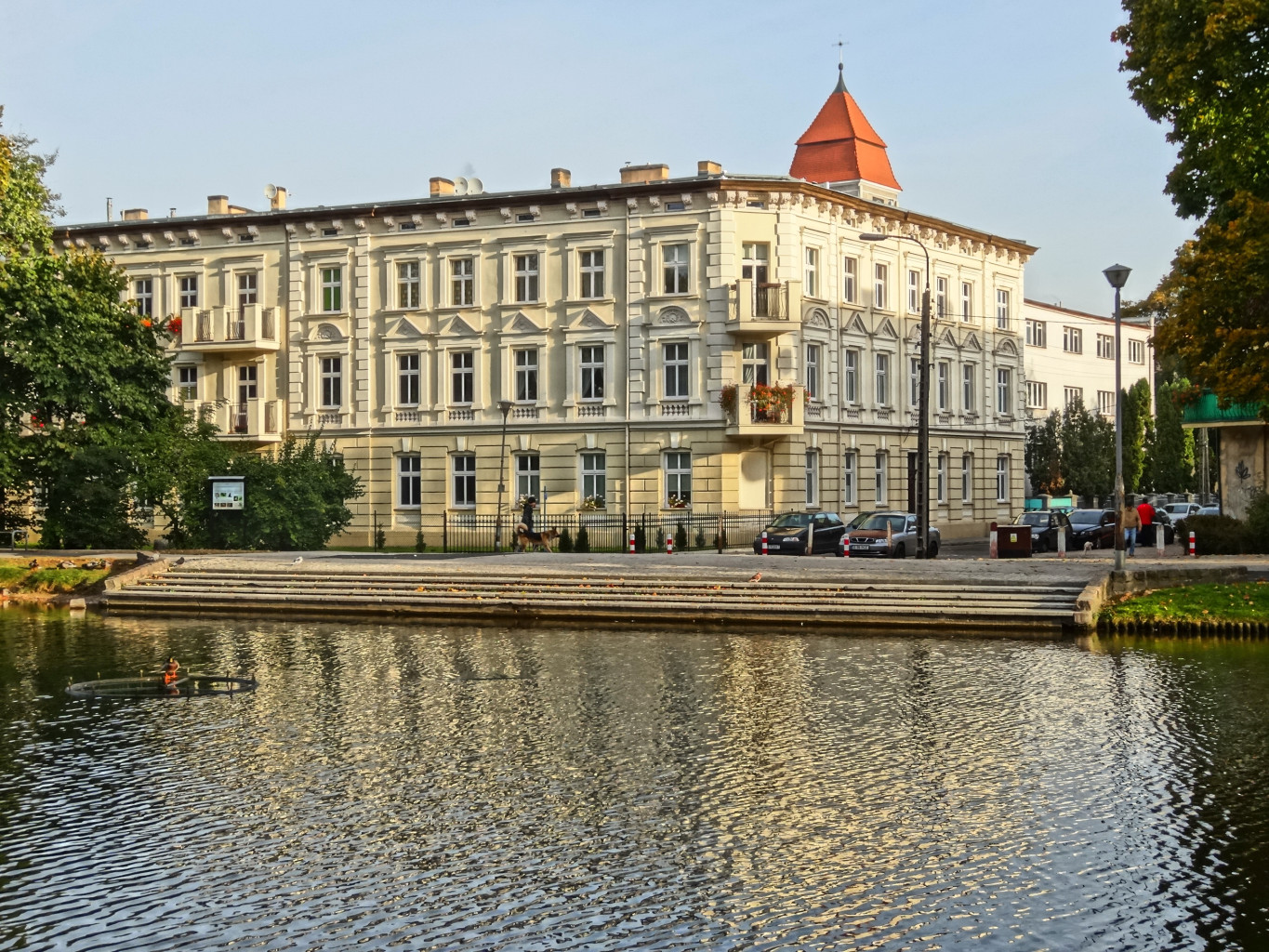
Kamienica ul. Kanałowa 8